# Nhà hát Opéra Garnier
Palais Garnier (phát âm [palɛ ɡaʁnje] tiếng Pháp) ("Cung điện Ganier") là một nhà hát opera với 1.979 chỗ ngồi, được xây dựng từ năm 1861 đến năm 1875 cho đoàn Opera Paris. Ban đầu, nhà hát được gọi là Salle des Capucines, do vị trí của tòa nhà là nằm tại đại lộ des Capucines ở quận 9 của Paris, nhưng chẳng bao lâu thì công trình mang tên Palais Garnier, nhằm công nhận sự sang trọng và tôn vinh vị kiến trúc sư của tòa nhà, Charles Garnier. Nhà hát cũng thường được gọi là Opéra Garnier và trong lịch sử thì còn có thêm tên gọi là Opéra de Paris hoặc đơn giản chỉ là Opéra, vì đây là tòa nhà chính của đoàn Opera Paris và công trình cũng liên quan đến đoàn Paris Opera Ballet đến trước năm 1989, khi rạp Opéra Bastille mở cửa tại Place de la Bastille. Đoàn Paris Opera bây giờ chủ yếu sử dụng nhà hát Palais Garnier cho trình diễn ballet.
Palais Garnier "có lẽ là nhà hát opera nổi tiếng nhất trên thế giới, một biểu tượng của Paris như Nhà thờ Đức Bà, bảo tàng Louvre, hoặc nhà thờ Sacré Coeur." Một phần sự nổi tiếng của công trình này đến từ cuốn tiểu thuyết lừng danh Bóng ma trong nhà hát năm 1910 của Gaston Leroux và đặc biệt là trong những chuyển thể sau này như ở các bộ phim và vở nhạc kịch nổi tiếng năm 1986. Với tổng chi phí là 33 triệu franc, đây là tòa nhà tốn kém nhất được xây dựng dưới Đệ Nhị Đế chế. Một yếu tố khác góp danh tiếng cho nhà hát là, trong số các tòa nhà được xây dựng ở Paris dưới thời Đệ nhị Đế chế, nhà hát này là tòa nhà duy nhất được thừa nhận là "một kiệt tác đỉnh cao". Tuy nhiên, không đồng tình với quan điểm này, kiến trúc sư người Pháp thế kỷ 20 Le Corbusier từng mô tả tòa nhà là "một thứ nghệ thuật dối trá" và cho rằng "phong cách Garnier chỉ đáng trang trí cho một ngôi mộ".
Palais Garnier cũng là nơi "cư ngụ" của Bibliothèque-Musée de l'Opéra de Paris (Bảo tàng Thư viện Opera Paris), mặc dù bây giờ Bảo tàng này không còn được quản lý bởi nhà hát và là một phần của Thư viện Quốc gia Pháp. Bảo tàng cũng là một phần trong các tour tham quan Palais Garnier.

## Kiến trúc và phong cách
Nhà hát được xây dựng theo phong cách "Napoléon III", giống với những gì Garnier đã nói với Hoàng hậu Eugenie. Phong cách Napoléon III đậm chất chiết trung và vay mượn từ nhiều yếu tố lịch sử; nhà hát opera là sự kết hợp hài hòa và khéo léo của các yếu tố đến từ Baroque, chủ nghĩa cổ điển của Palladio, và kiến trúc thời Phục hưng. Phong cách này được kết hợp với phép đối xứng trục cùng với các kỹ thuật và vật liệu hiện đại, bao gồm cả việc sử dụng khung sắt, giống như các công trình Napoleon III khác đi tiên phong trước đó, chẳng hạn như Thư viện Quốc gia Pháp và các hội chợ ở Les Halles.
Mặt tiền và phần nội thất bám sát theo nguyên lý trong phong cách Napoléon III: không có không gian nào là không được trang trí. Garnier đã sử dụng cách trang trí đa sắc, tức là dùng một loạt các màu sắc khác nhau, để tạo nên hiệu ứng choáng ngợp. HIệu ứng này đạt được thông qua sử dụng các vật liệu trang trí khác nhau như đá cẩm thạch, đá, đá pocfia cùng với đồng mạ vàng. Mặt tiền tòa nhà sử dụng tới mười bảy loại vật liệu khác nhau, sắp xếp thành những bức phù điêu cẩm thạch nhiều màu, hàng cột và các bức tượng xa hoa; rất nhiều trong số chúng miêu tả các vị thần Hy Lạp.

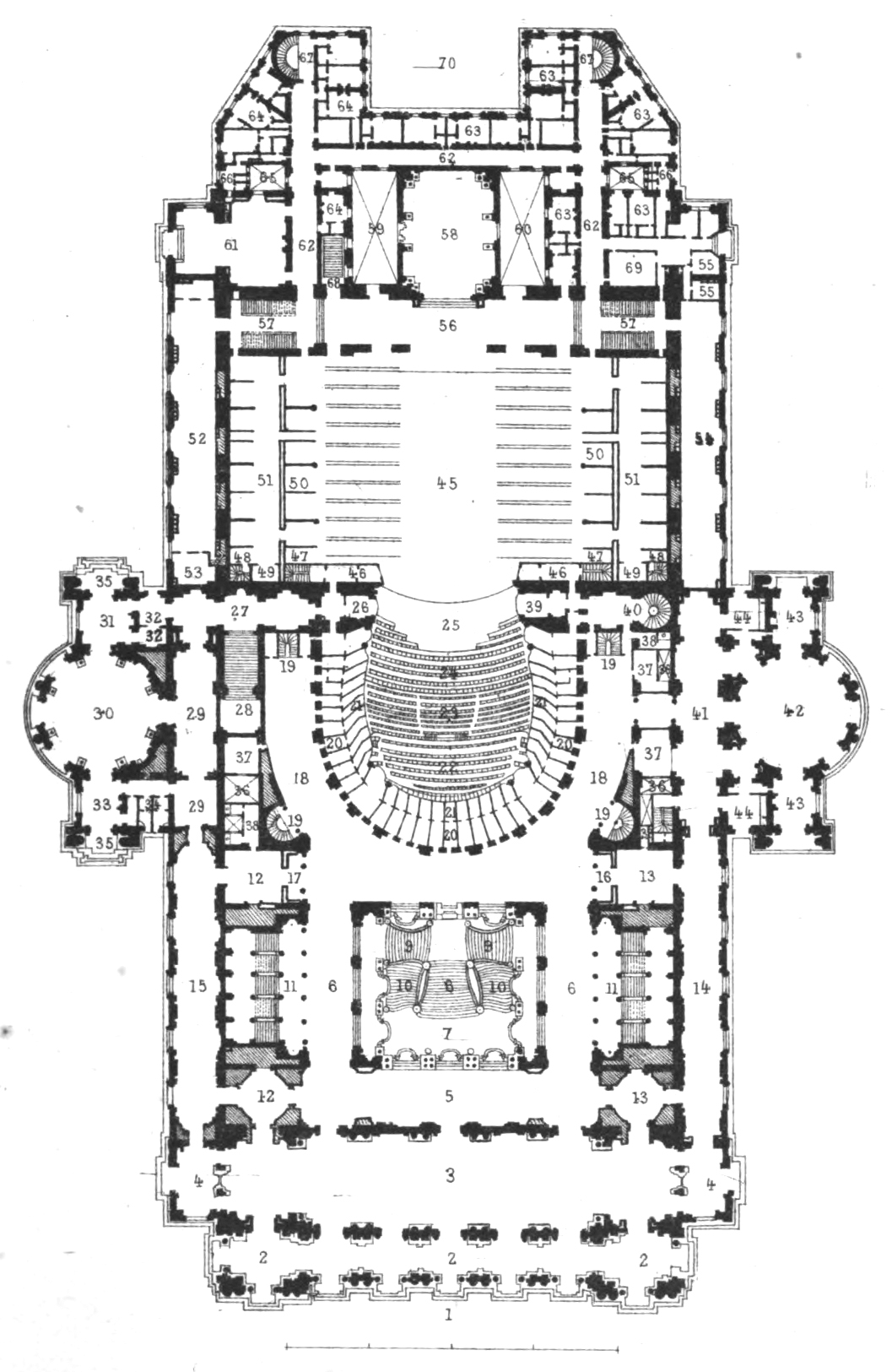
Kế hoạch xây dựng nhà hát Garnier

### Ngoại thất

#### Mặt tiền chính
Mặt tiền chính nằm ở phía nam của nhà hát, mở ra Place de l'Opéra và có thể phóng tầm mắt dọc theo đại lộ l'Opéra. Đã có mười bốn họa sĩ, thợ khảm và bảy mươi ba thợ điêu khắc tham gia vào việc trang trí mặt tiền này.
Hai bức tượng nổi bật, L'Harmonie (Hòa thanh) và La Poésie (Thơ ca) của Charles Gumery, được lên đỉnh hai gác (avant-corps) trái và phải của mặt tiền chính. Cả hai đều làm bằng đồng và được mạ vàng. 

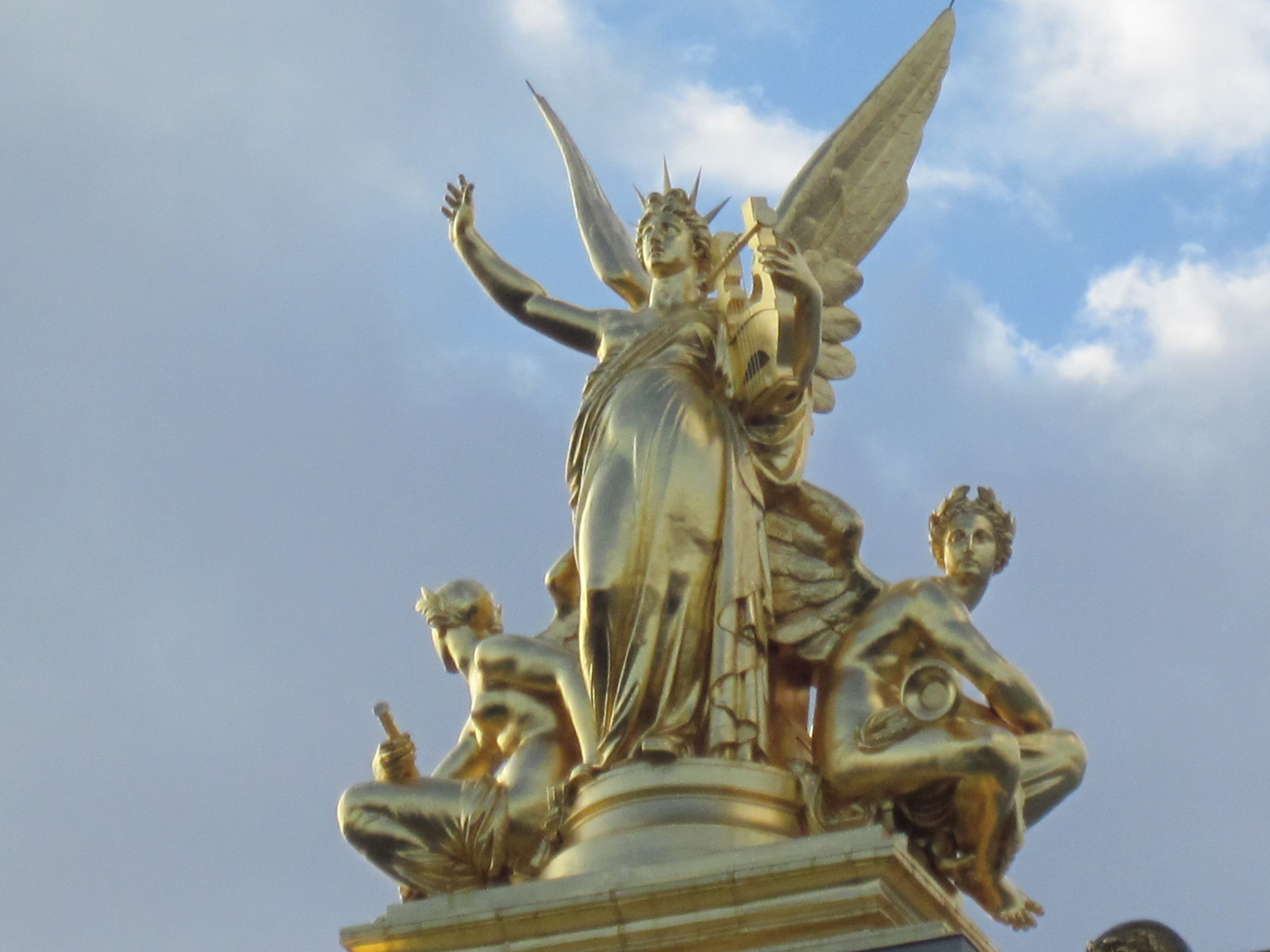
Bức tượng L'Harmonie của Gumery (1869), đặt ở gác bên trái mặt tiền, có chiều cao 25m và được mạ vàng.

Bệ đỡ của hai gác này cũng được trang trí (từ trái sang phải) với bốn nhóm tượng đa hình lớn được điêu khắc bởi François Jouffroy (bức Thơ ca, còn được gọi là Hòa thanh), Jean-Baptiste Claude Eugène Guillaume (bức Nhạc phối khí), Jean-Baptiste Carpeaux (bức Ca vũ, bị chỉ trích vì không đứng đắn) và Jean-Joseph Perraud (bức Kịch âm hưởng). Mặt tiền cũng được trang trí bằng các tác phẩm khác của Gumery, Alexandre Falguière cùng các tác phẩm điêu khắc khác.
Hàng tượng đồng bán thân của nhiều nhà soạn nhạc vĩ đại nằm giữa các cột mặt tiền phía trước của nhà hát. Các bức tượng này mô tả, từ trái sang phải, lần lượt là Rossini, Auber, Beethoven, Mozart, Spontini, Meyerbeer và Halévy. Ở phía bên trái và bên phải của mặt tiền phía trước tương ứng là tượng bán thân của hai nhà viết lời là Eugène Scribe và Philippe Quinault.

#### Hệ thống giàn sân khấu
Bức tượng nhóm Thần Apollo, Thơ ca, và Âm nhạc, nằm ở đỉnh đầu hồi phía nam của hệ thống giàn sân khấu, là tác phẩm của Aimé Millet. Hai bức tượng Pegasus bằng đồng nhỏ hơn ở hai bên đầu hồi là tác phẩm của Eugène-Louis Lequesne.

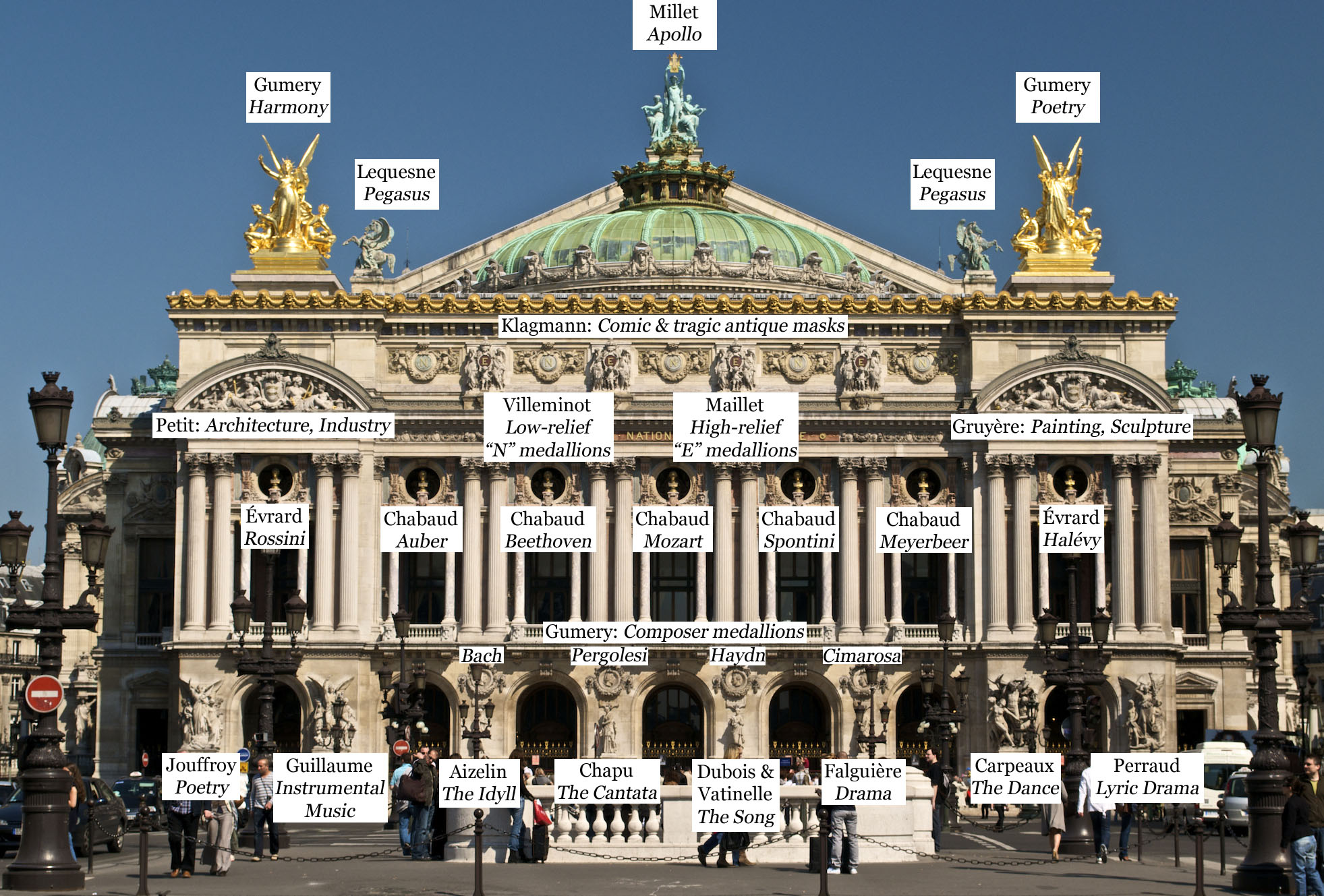
Mặt tiền của Palais Garnier với các nhãn chỉ ra vị trí của các tác phẩm điêu khắc khác nhau

#### Sảnh Hoàng đế (Pavillon de l'Empereur)
Hay còn gọi là Vòm Hoàng đế, đây là một dãy phòng nằm ở phía bên trái (phía tây) của tòa nhà và được thiết kế để tiếp đón Hoàng đế một cách an toàn, Ngài có thể đi qua hai lối dốc này để vào trực tiếp tòa nhà. Khi Đế chế sụp đổ, việc thi công dừng lại và công trình bị bỏ ngang. Hiện tại, đây là nơi đặt thư viện với gần 600.000 tài liệu, bao gồm 100.000 cuốn sách, 1.680 tạp chí, 10.000 chương trình, thư, 100.000 bức ảnh, phác thảo trang phục và sân khấu, áp phích và những hồ sơ hành chính trong lịch sử.

#### Sảnh Người đăng ký (Pavillon des Abonnés)
Nằm ở phía bên phải (phía đông) của tòa nhà, đối xứng với sảnh Hoàng đế. Sảnh này không có hai đường dốc cong như sảnh Hoàng đế nên rất dễ để phân biệt. Dãy phòng này được thiết kế để cho phép những người đã đăng ký hay đặt vé trước (abonnés) có thể đi vào trực tiếp từ phương tiện của họ vào bên trong tòa nhà. Khu phòng được có trần là một mái vòm với đường kính 13,5 mét. Hai đài tưởng niệm hai bên đánh dấu lối vào sảnh ở phía bắc và phía nam.

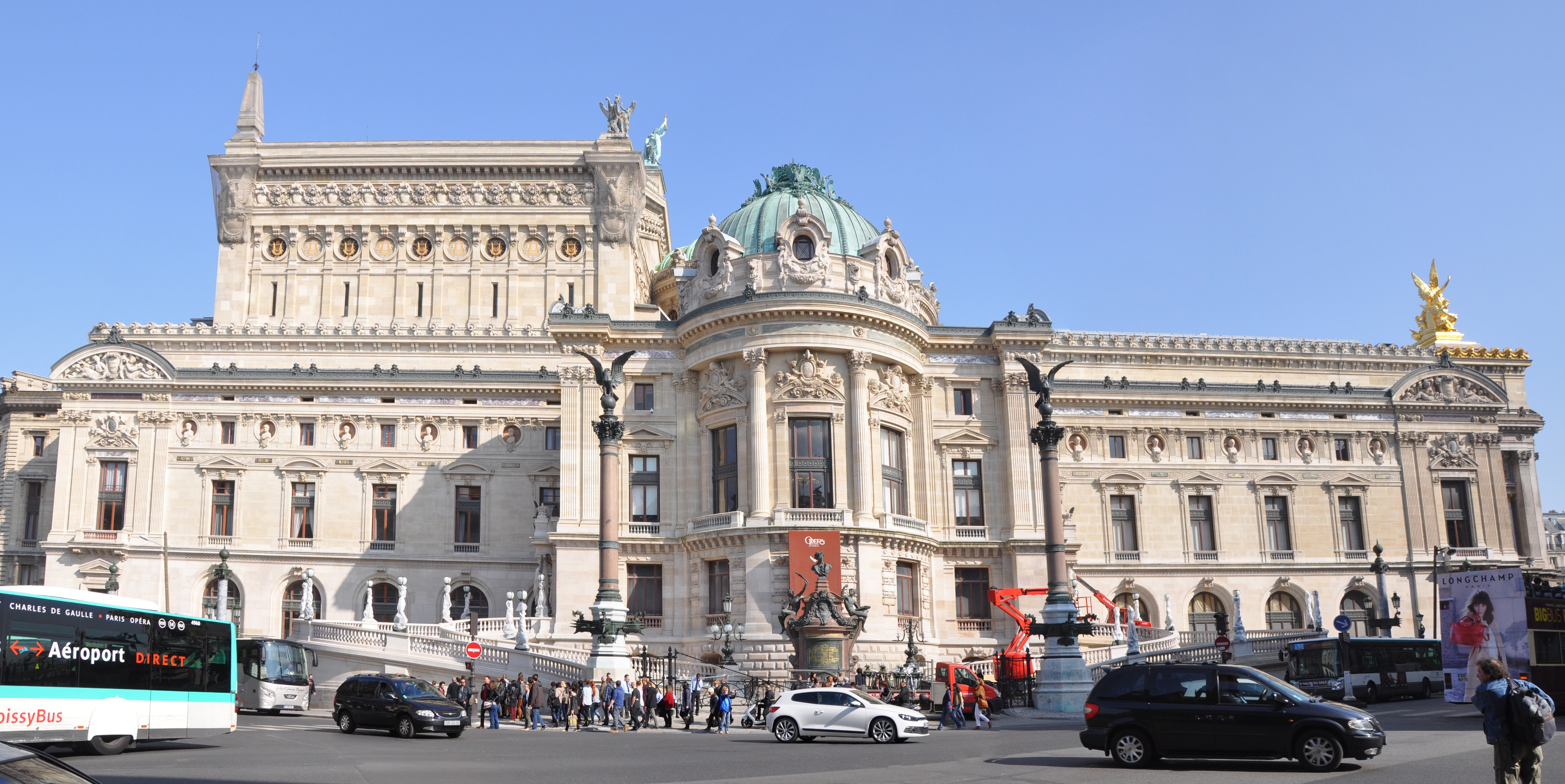
Mặt phía Tây với Sảnh Hoàng đế
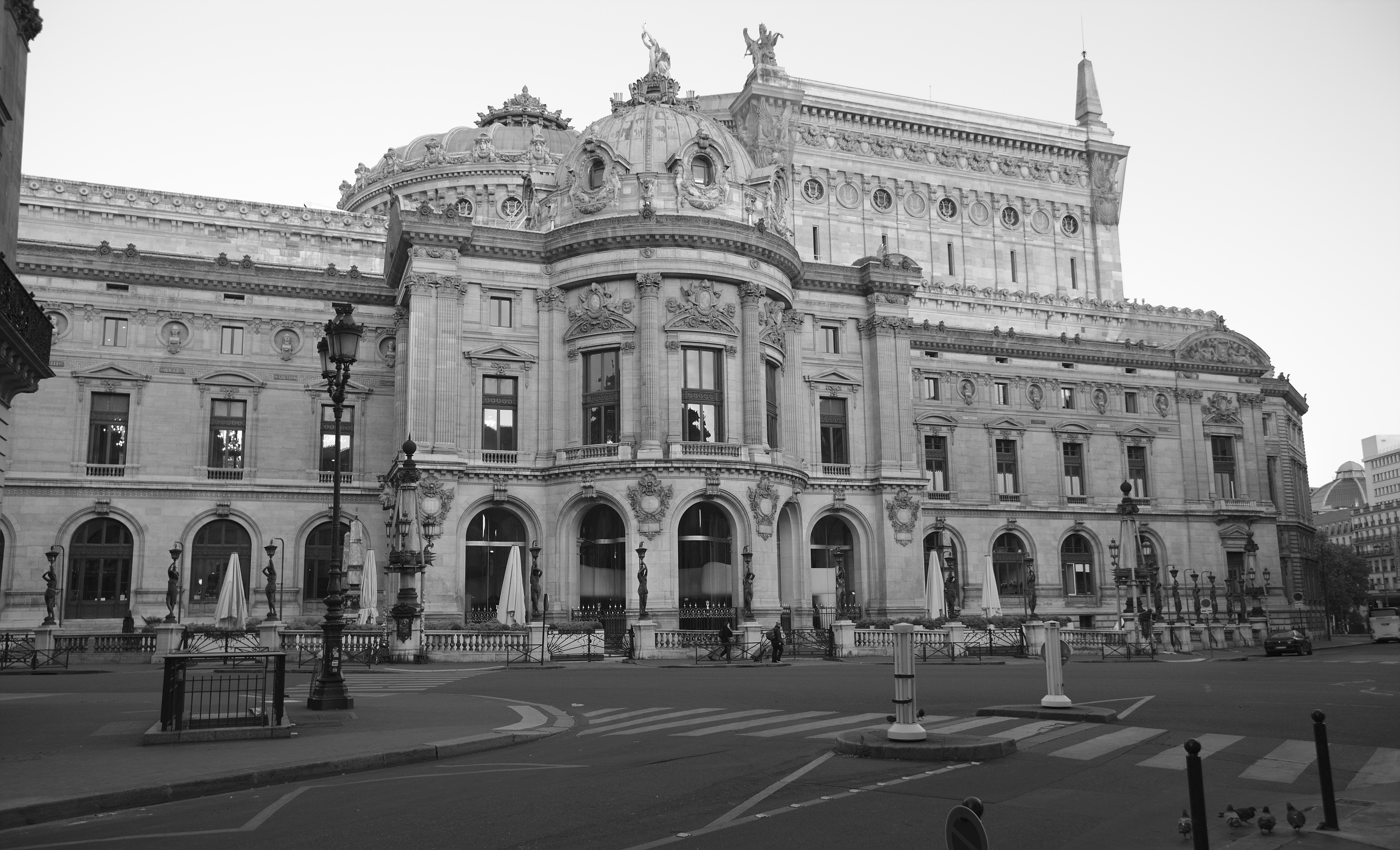
Mặt phía Đông với Sảnh Người đăng ký

### Nội thất
Nội thất của tòa nhà đặc trưng bởi các hành lang, cầu thang và các hốc tường xen lẫn với nhau. Điều này cho chép một lượng lớn người có thể di chuyển dễ dàng và cũng tạo không gian để giao lưu trong giờ nghỉ. Với ngập tràn nhung lụa, đồ thếp vàng, cùng với các trang trí thiên thần và mỹ nữ, nội thất của nhà hát mang đặc trưng của phong cách Baroque xa hoa.

#### Cầu thang lớn
Tòa nhà có một cầu thang lớn làm bằng đá cẩm thạch trắng với lan can bằng đá cẩm thạch đỏ và xanh. Cầu thang được chia thành đường khác nhau dẫn lên Đại sảnh. Thiết kế của chi tiết này được lấy cảm hứng từ thiết kế cầu thang lớn của Victor Louis tại nhà hát de Bordeaux. Các bệ của cầu thang được trang trí với những vũ nữ mang đuốc, là tác phẩm của Albert-Ernest Carrier-Belleuse. Những bức tranh trên trần cầu thang được vẽ bởi Isidore Pils với các tác phẩm Thần Apollo đăng quang, Âm nhạc huyền ảo quyến rũ lòng người, Thần Minerva chiến đấu với Hung hăng trước mắt các vị thần của Olympus và Thành phố Paris đón nhận nhà hát mới. Khi những bức tranh được lắp vào vị trí lần đầu khoảng hai tháng trước khi nhà hát khai trương, Garnier sớm nhận ra là chúng quá tối cho khoảng không gian này. Với sự giúp đỡ của hai học trò của mình, Pils đã sửa lại các bức tranh sơn dầu đang lắp ngay trên trần nhà và, do tuổi đã cao, ông đổ bệnh. Các học trò của ông đã giúp hoàn thành phần việc còn lại, chỉ đúng một ngày trước khi khai trương, hệ thống giàn đỡ cũng được gỡ bỏ kịp thời.

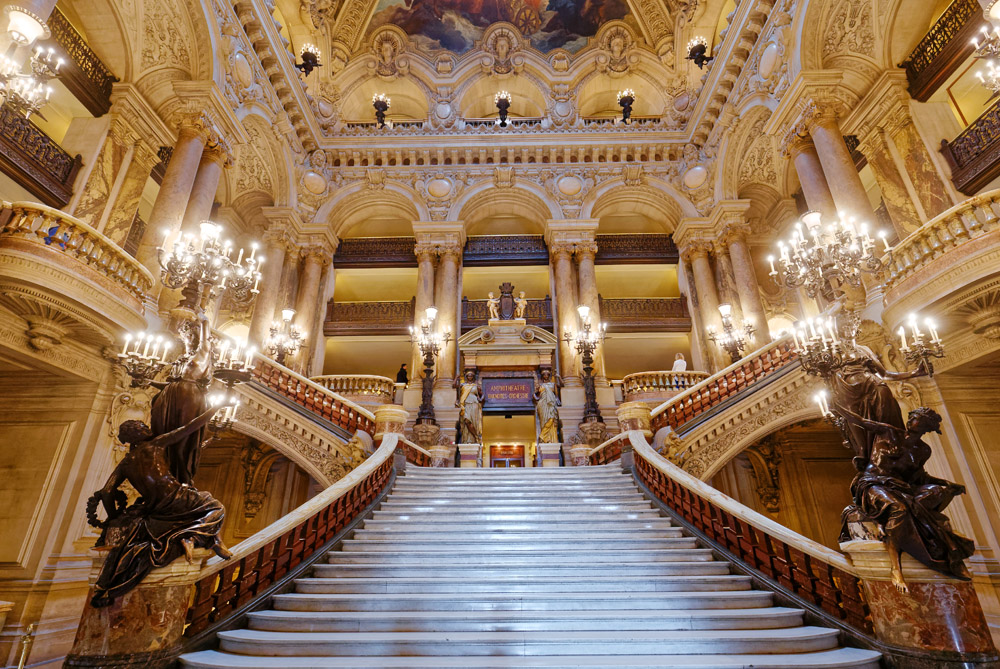
Cầu thanh lớn kinh điển của nhà hát Garnier
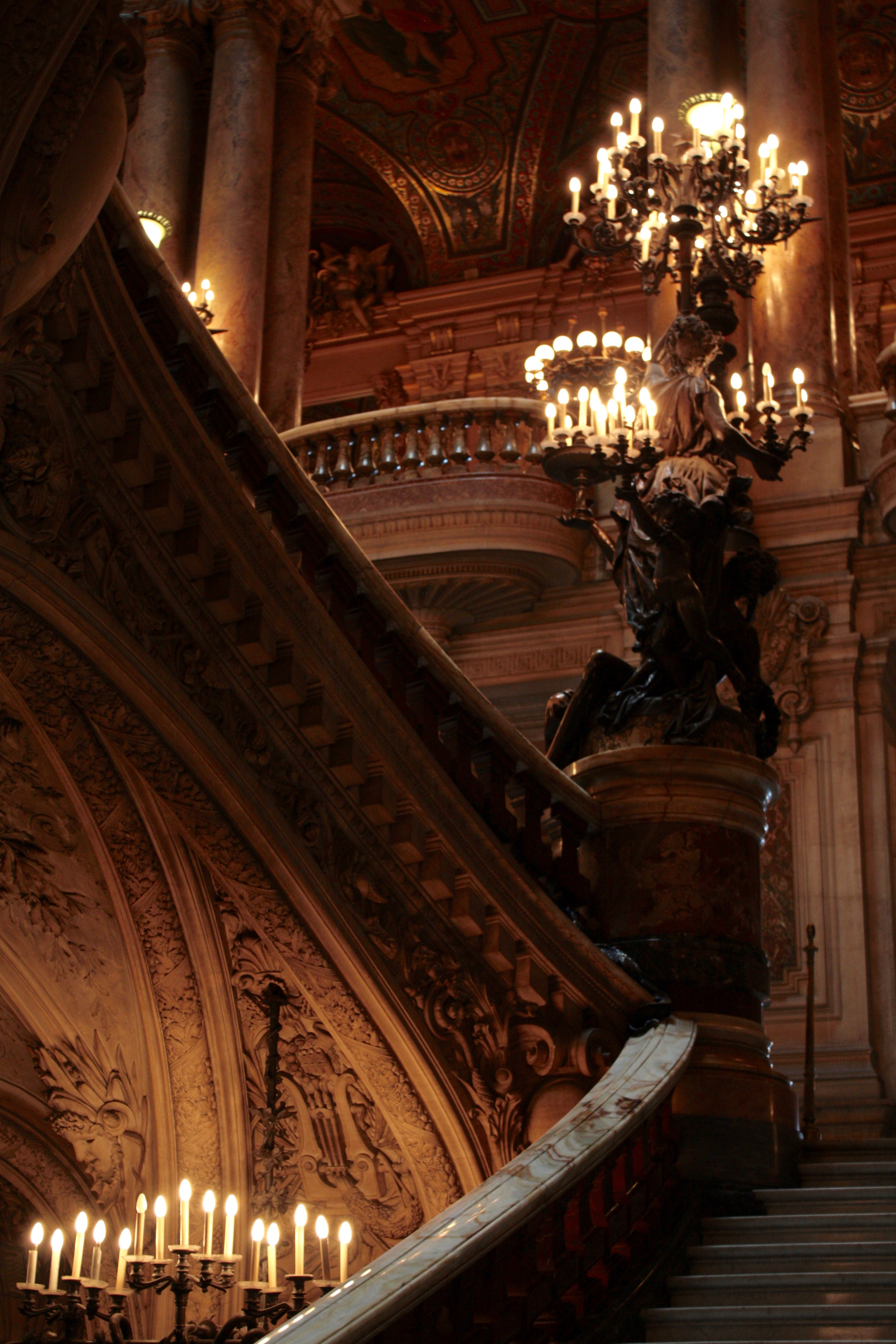
Cầu thang lớn, khi đi từ phía dưới lên
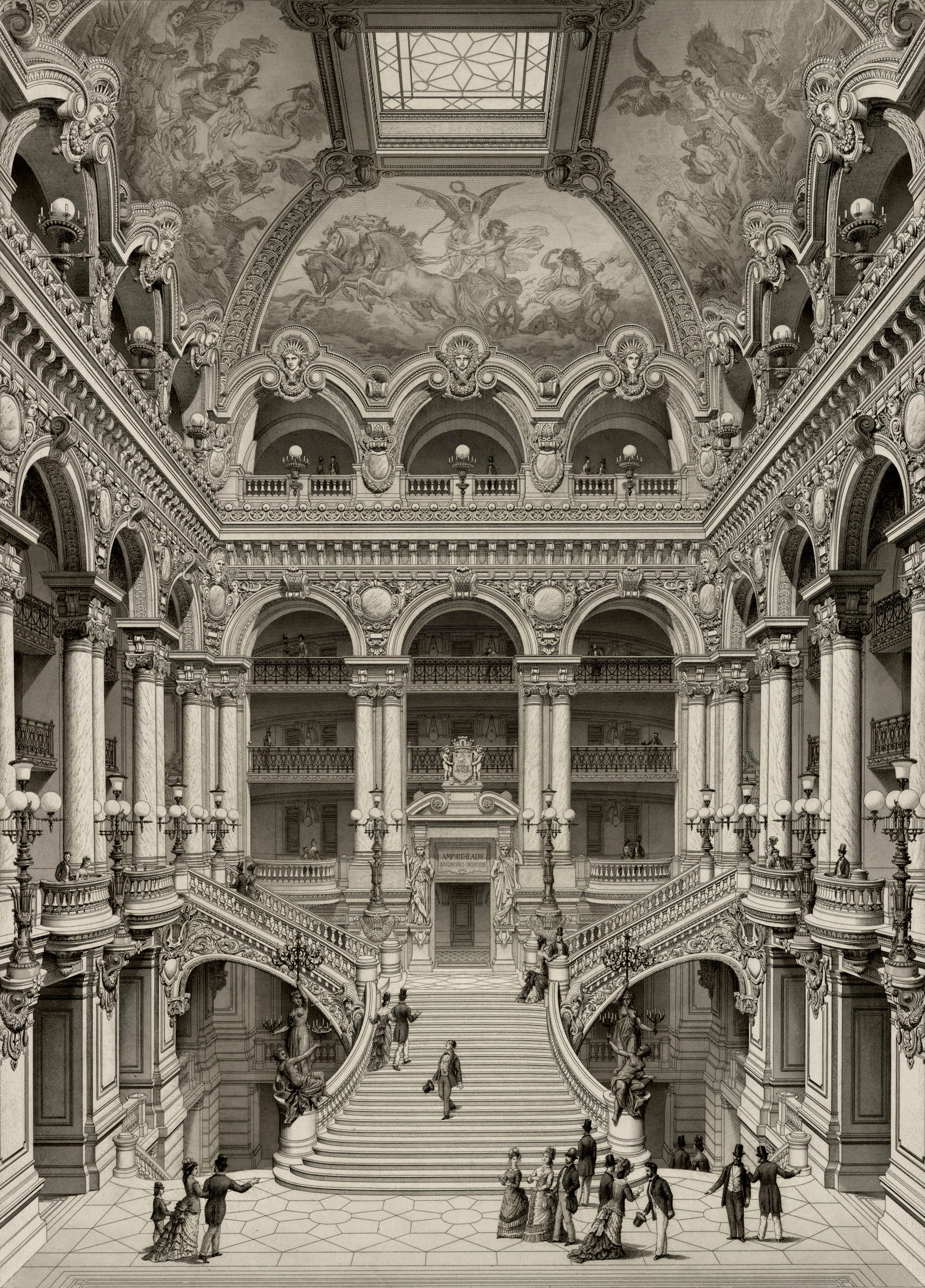
Bức khắc gốc từ Nouvel Opéra của Garnier

#### Đại sảnh
Khu sảnh lộng lẫy này, cao 18 mét, dài 154 mét và rộng 13 mét, được thiết kế ban đầu với vai trò là phòng vẽ cho người dân Paris. Căn phòng này được trùng tu vào năm 2004. Trần của sảnh được vẽ bởi Paul-Jacques-Aimé Baudry mô tả những khoảnh khắc khác nhau trong lịch sử âm nhạc. Sảnh mở ra một hành lanh ngoài và ở hai đầu là hai salon hình bát giác. Jules-Élie Delaunay vẽ trần cho salon phía đông và Félix-Joseph Barrias vẽ cho salon phía tây. Hai salon hình bát giác này mở về phía bắc vào Salon Mặt trăng ở đầu phía tây và Salon Mặt trời ở đầu phía đông.

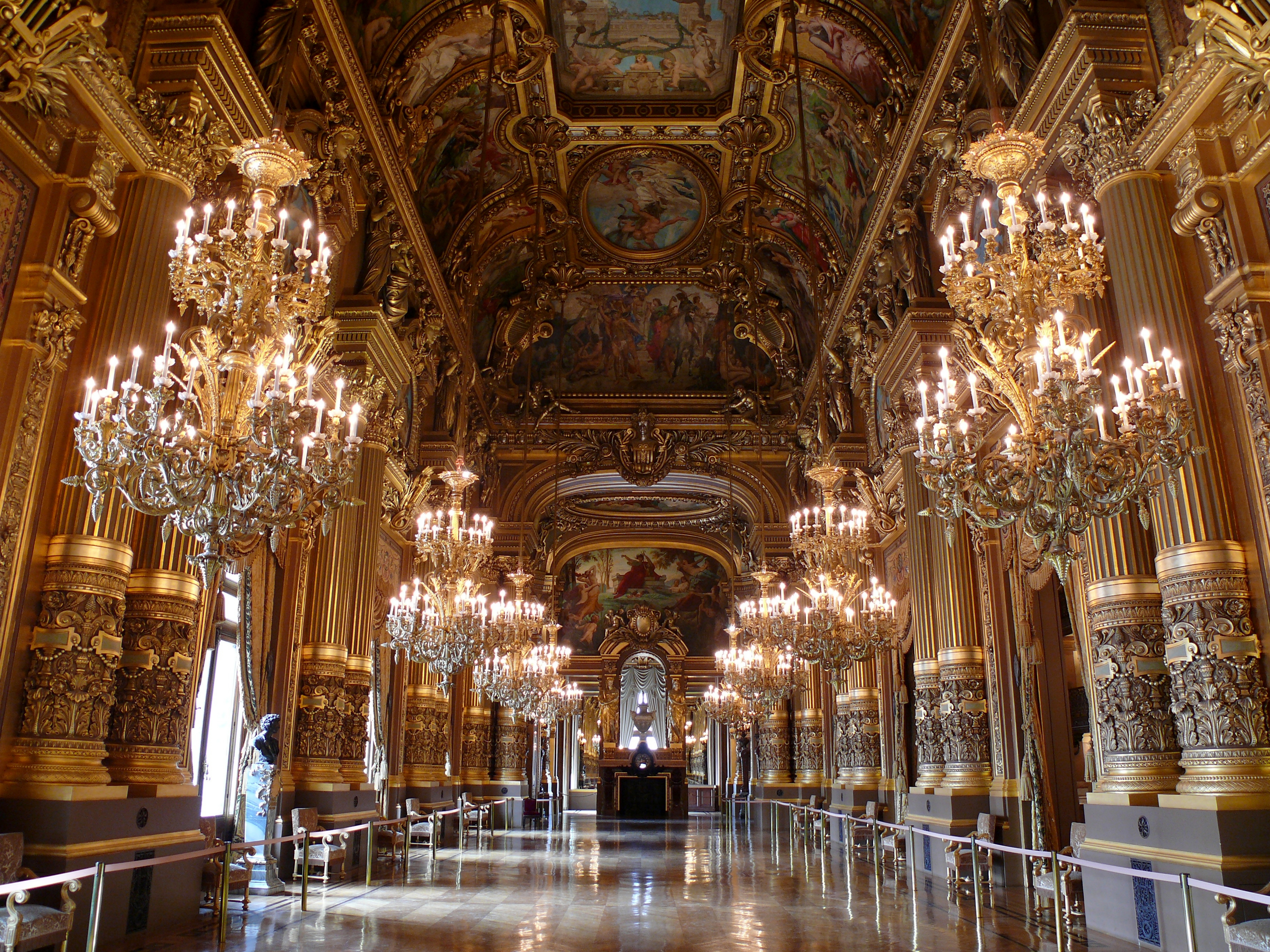
Đại Sảnh nhìn ra phía Tây
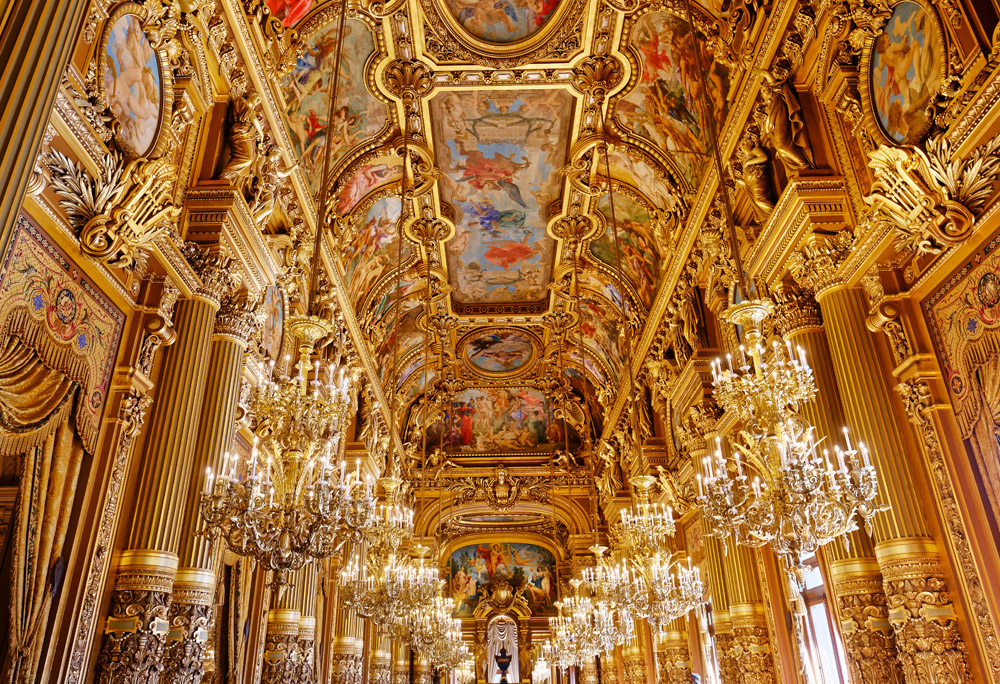
Đại Sảnh nhìn ra phía Đông

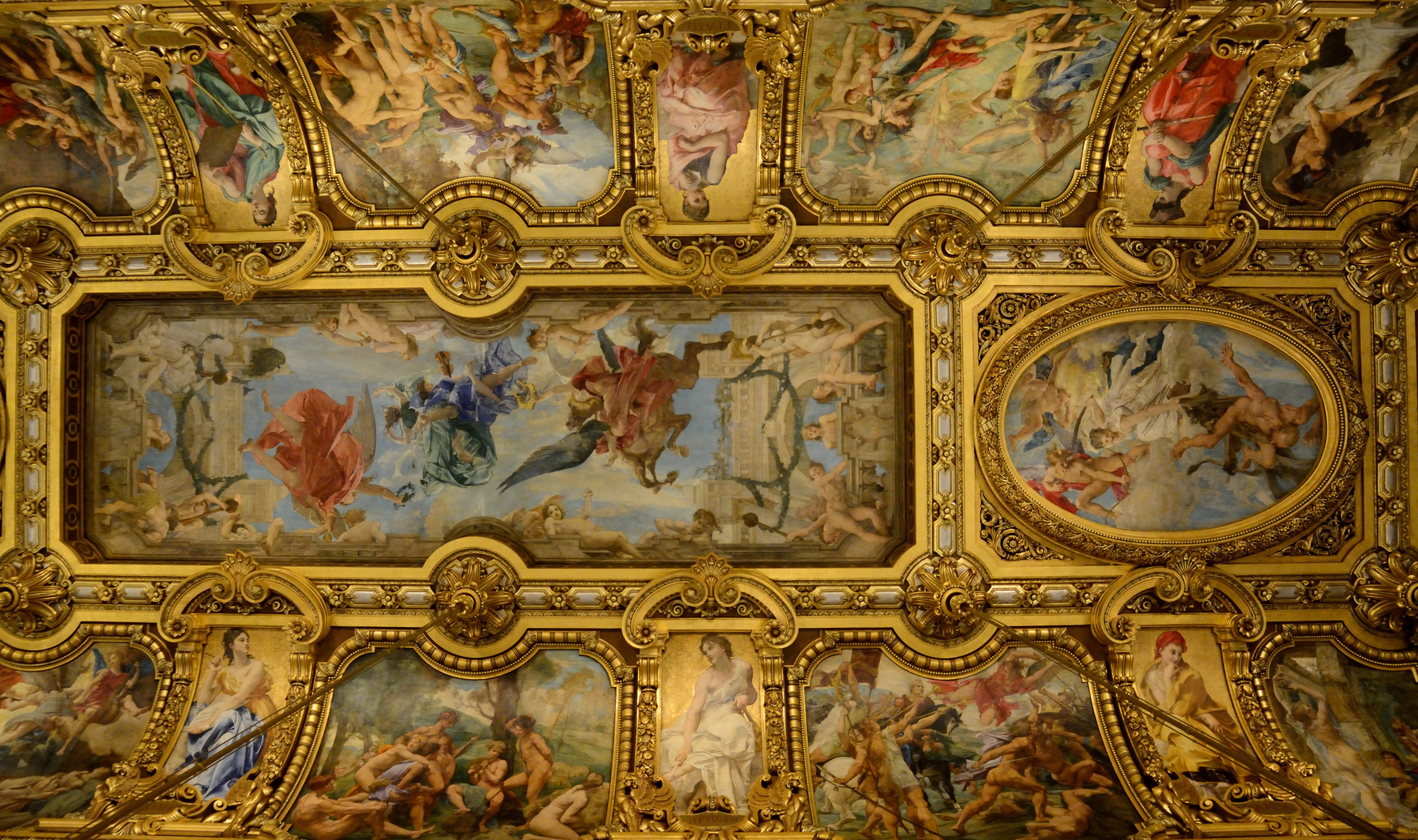
Một phần trần của Đại sảnh với những tác phẩm của Paul Baudry: bức hình chữ nhật ở trung tâm có tên là Âm nhạc, còn bức hình bầu dục ở đầu phía tây có tên là Hài kịch.
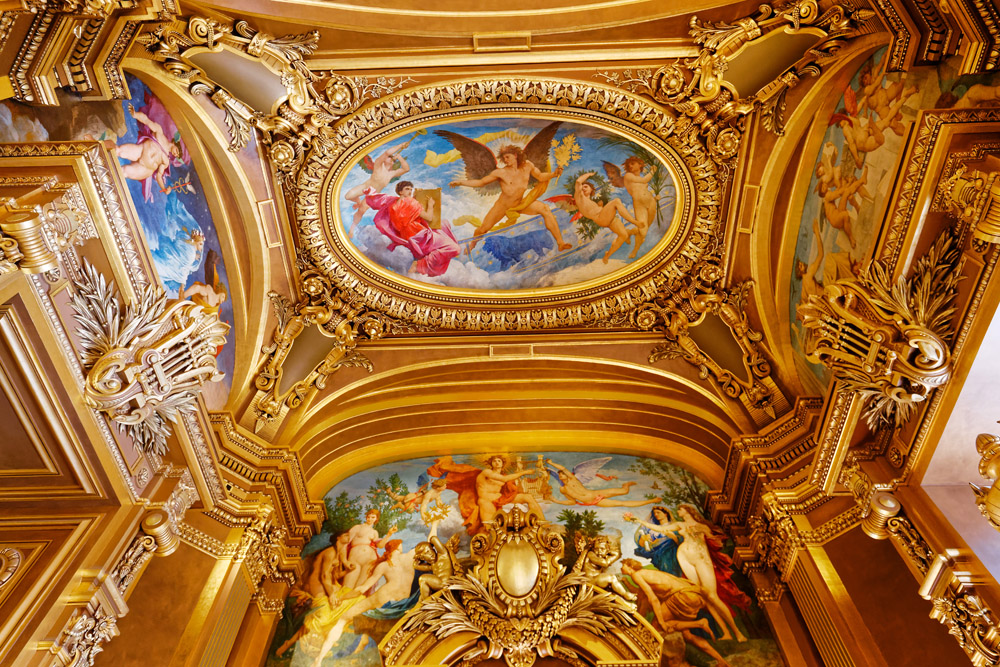
Trần của salon hình bát giác ở cuối phía đông với bức tranh hình bầu dục ở trung tâm của Jules-Élie Delaunay, Cung hoàng đạo, và bức tranh phía trên cửa, Apollo nhận đàn Lyre

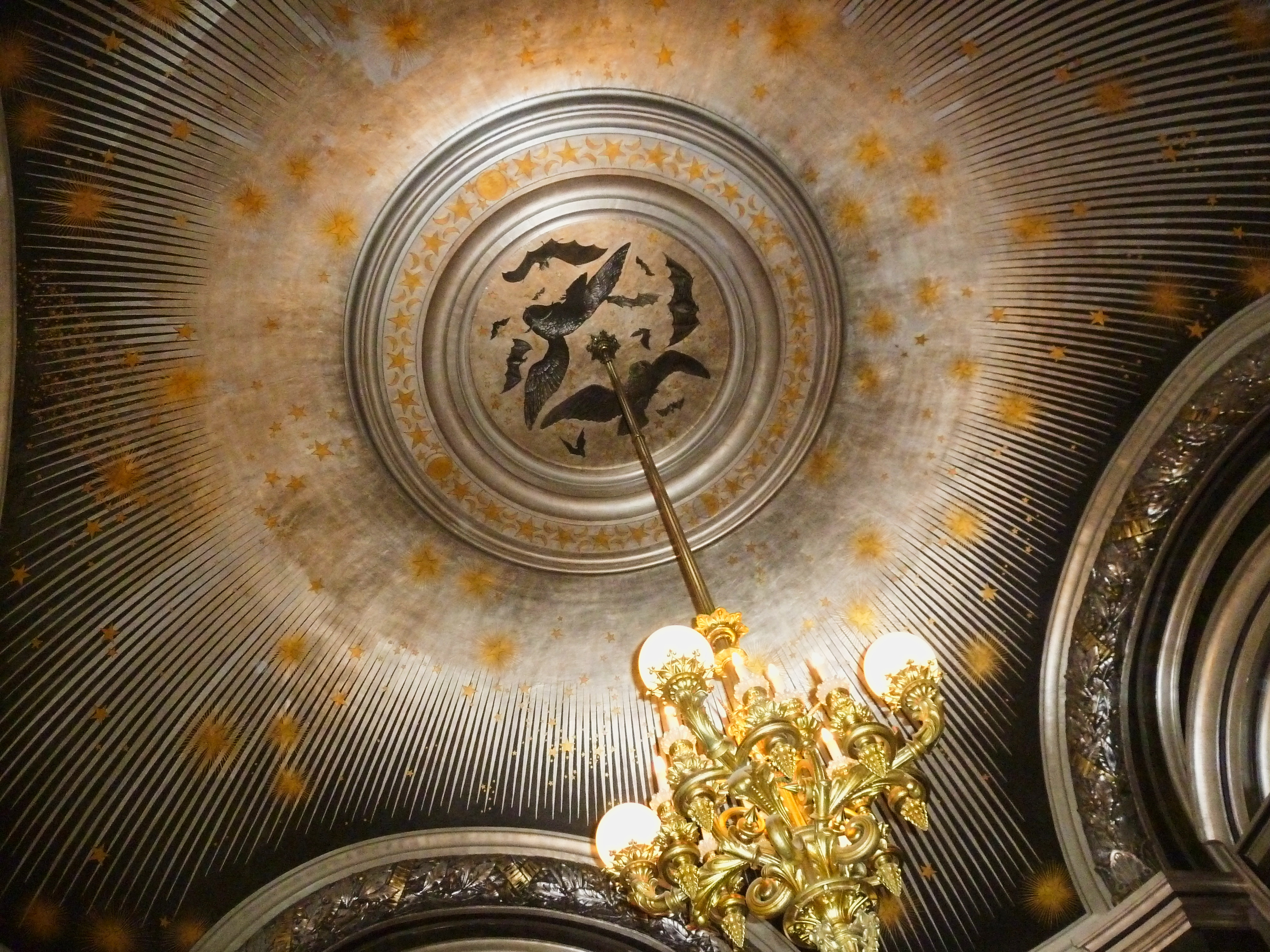
Salon Mặt trăng, được vẽ bởi Auguste Alfred Rubé
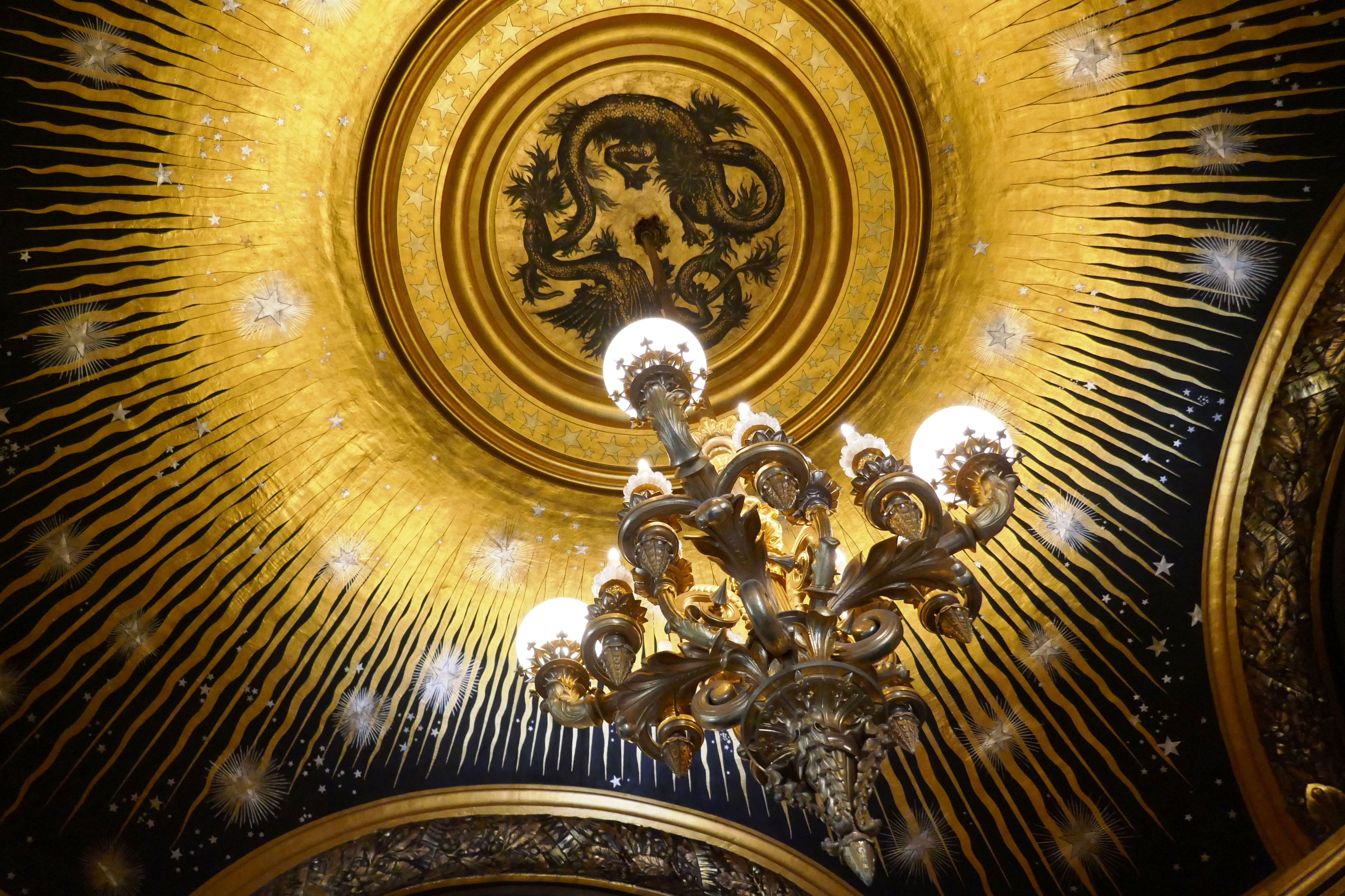
Salon Mặt trời, được vẽ bởi Philippe Marie Chaperon

#### Khán phòng
Khán phòng nhà hát có hình móng ngựa truyền thống của Ý và có 1.979 chỗ ngồi. Sân khấu nhà hát là lớn nhất ở châu Âu và có thể chứa tới 450 nghệ sĩ. Bức màn nhung cầu kỳ trên sân khấu thực chất là một tấm vải toan được vẽ lên.

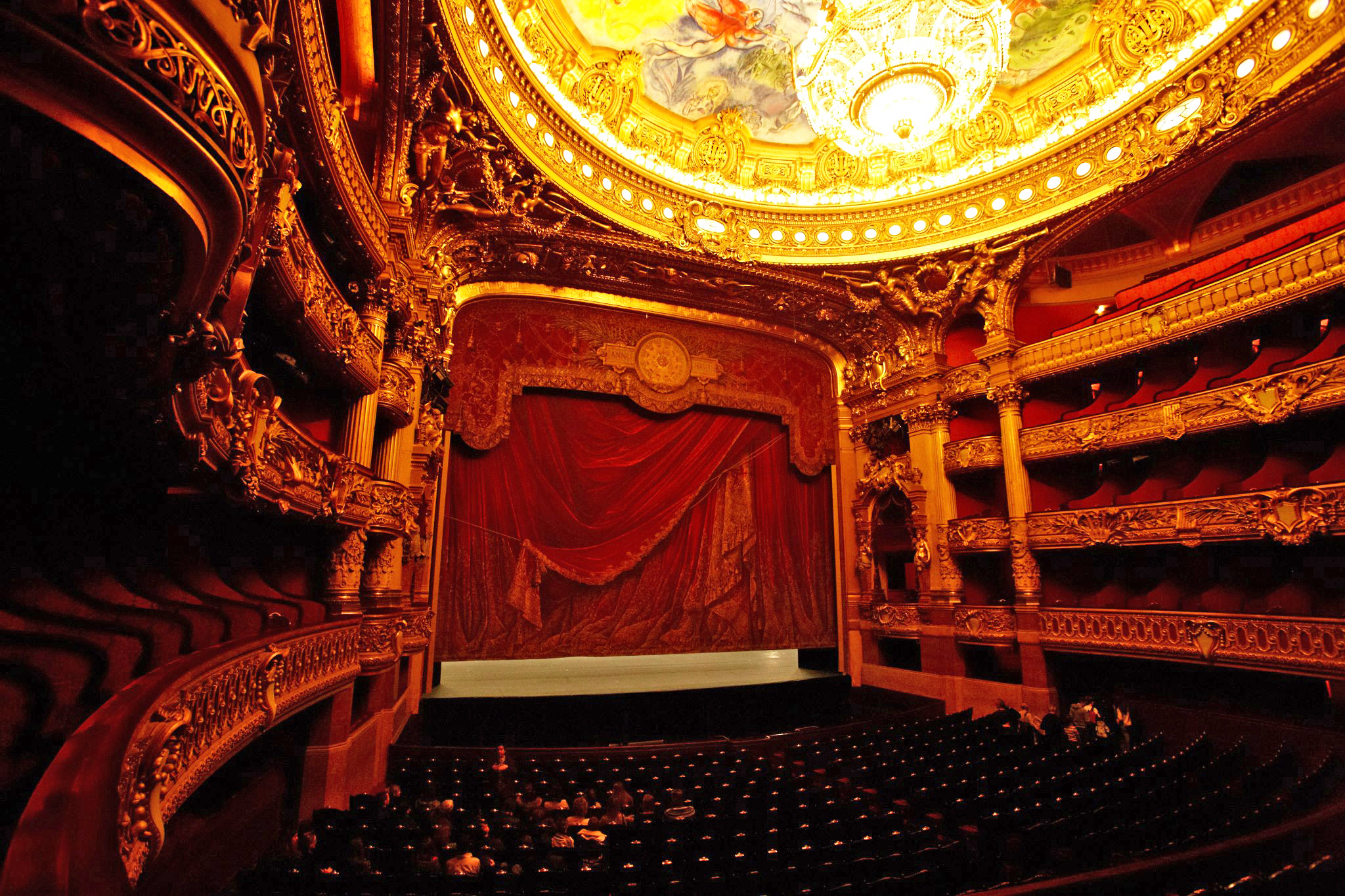
Khán phòng
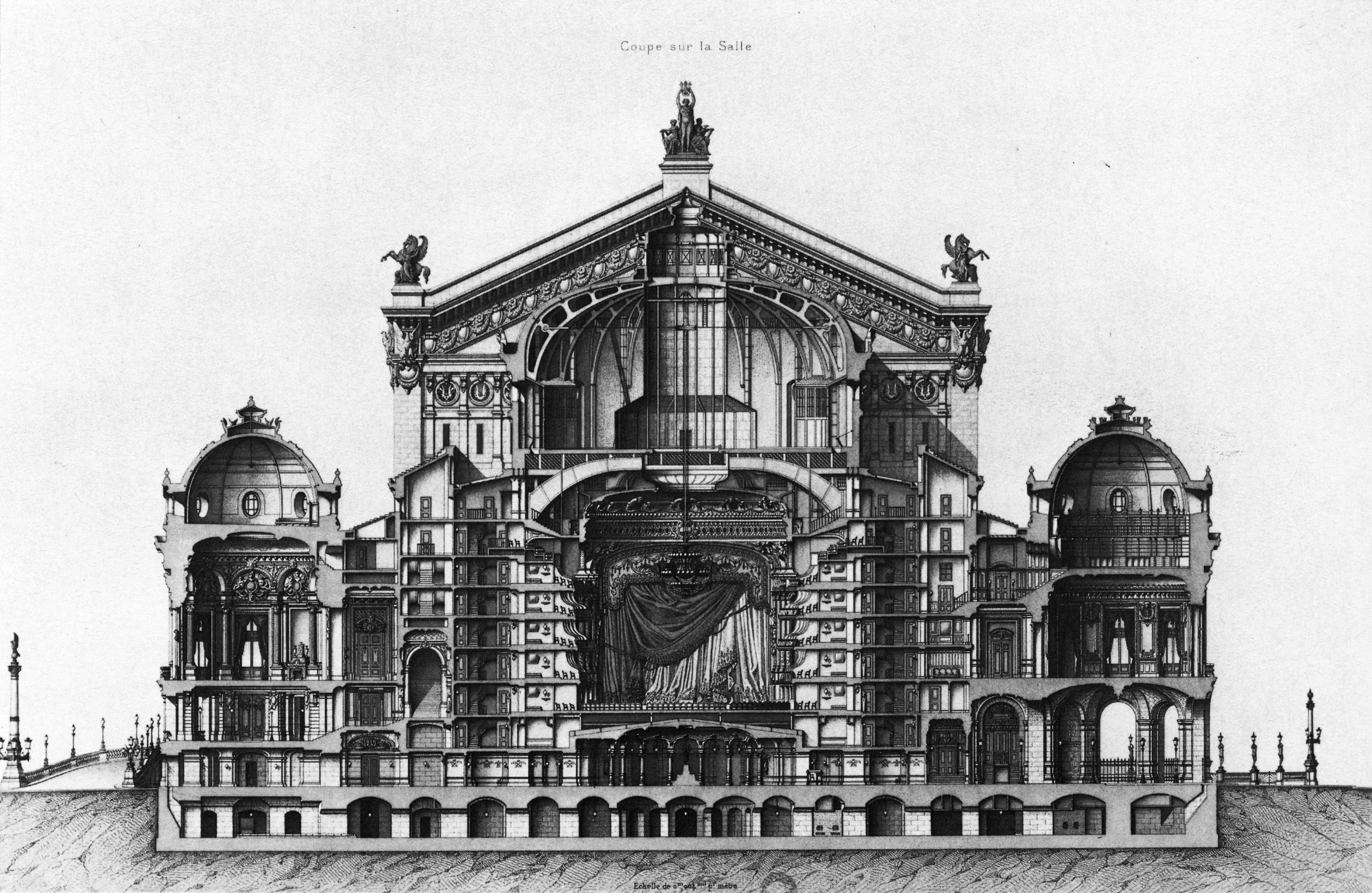
Mặt cắt ngang khán phòng và hai sảnh
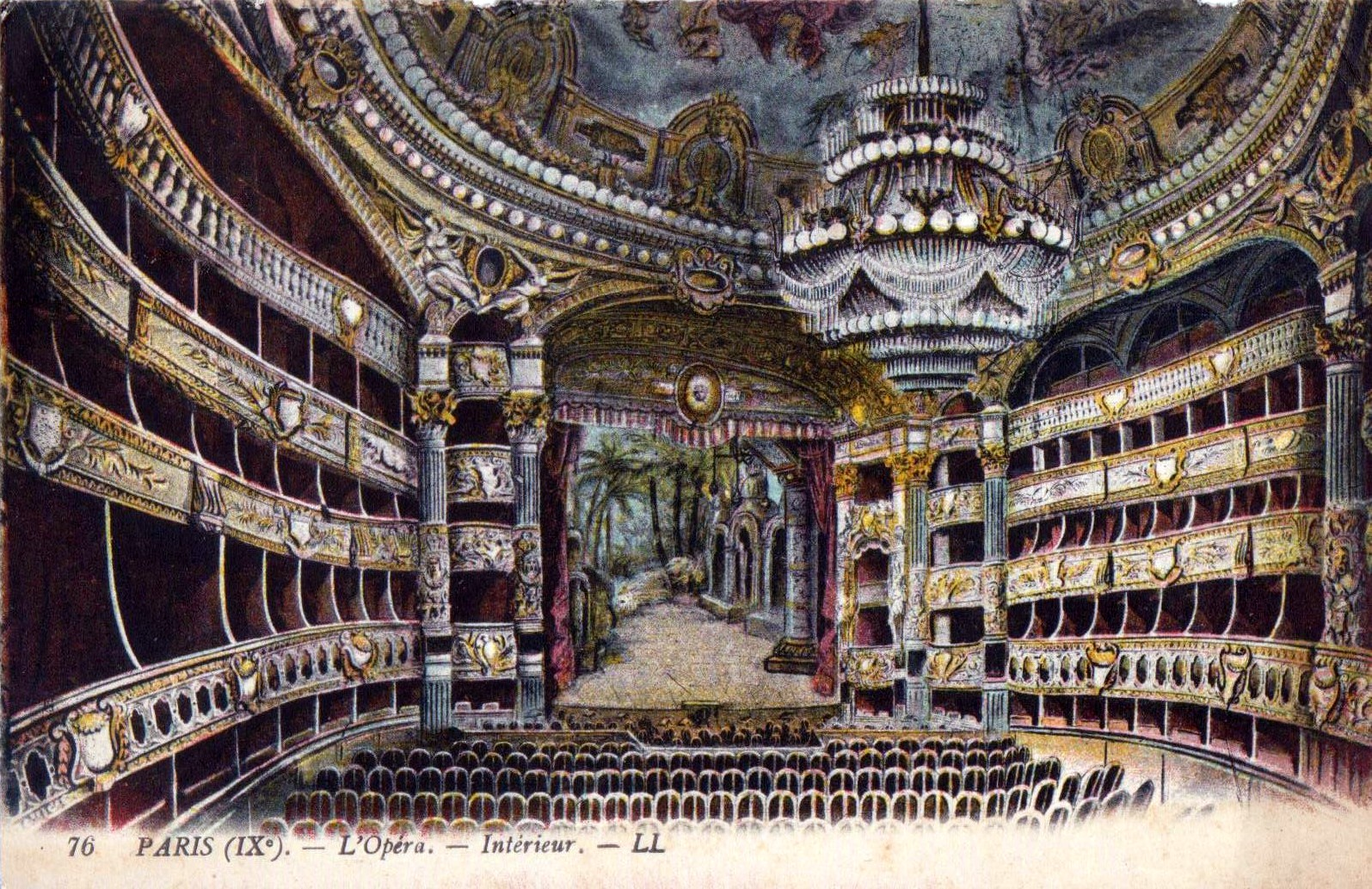
Khán phòng. Bưu ảnh năm 1909

Khu vực trần bao quanh đèn chùm ban đầu được vẽ bởi Jules-Eugène Lenepveu. Năm 1964, trần nhà hát được vẽ mới bởi Marc Chagall. Tác phẩm mới này được vẽ lên một khung có thể tháo rời và vẫn bảo quản bức vẽ gốc. Bức tranh của Chagall mô tả các phân cảnh từ các vở opera của 14 nhà soạn nhạc - Mussorgsky, Mozart, Wagner, Berlioz, Rameau, Debussy, Ravel, Stravinsky, Tchaikovsky, Adam, Bizet, Verdi, Beethoven và Gluck. Mặc dù được một số người khen ngợi, một số người khác cảm thấy tác phẩm của Chagall tạo nên "một nốt lạc tông trong bản giao hưởng nội thất của Garnier."

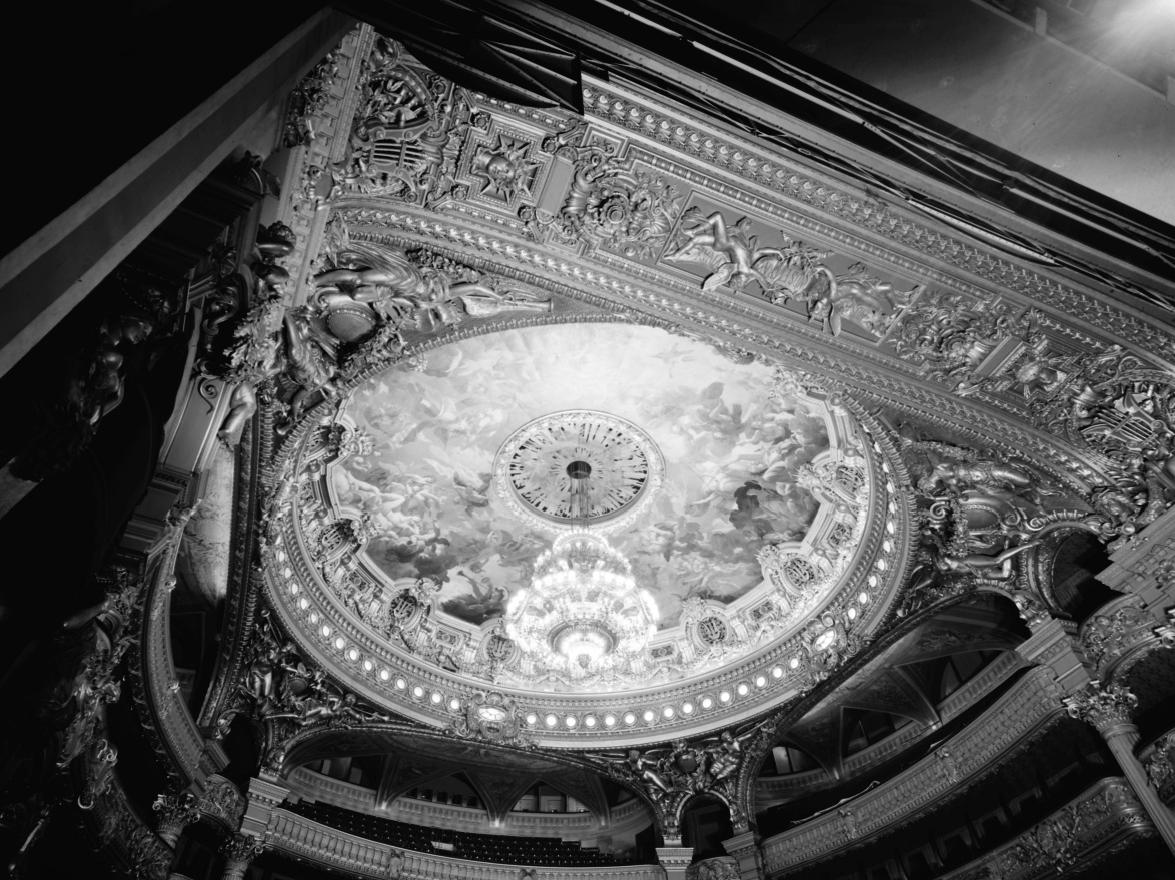
Bức tranh trần cũ được vẽ bởi Lenepveu, Các nàng thơ cùng các Giờ của ngày và đêm
Tác phẩm mới của ChargallTác phẩm mới của Chargall
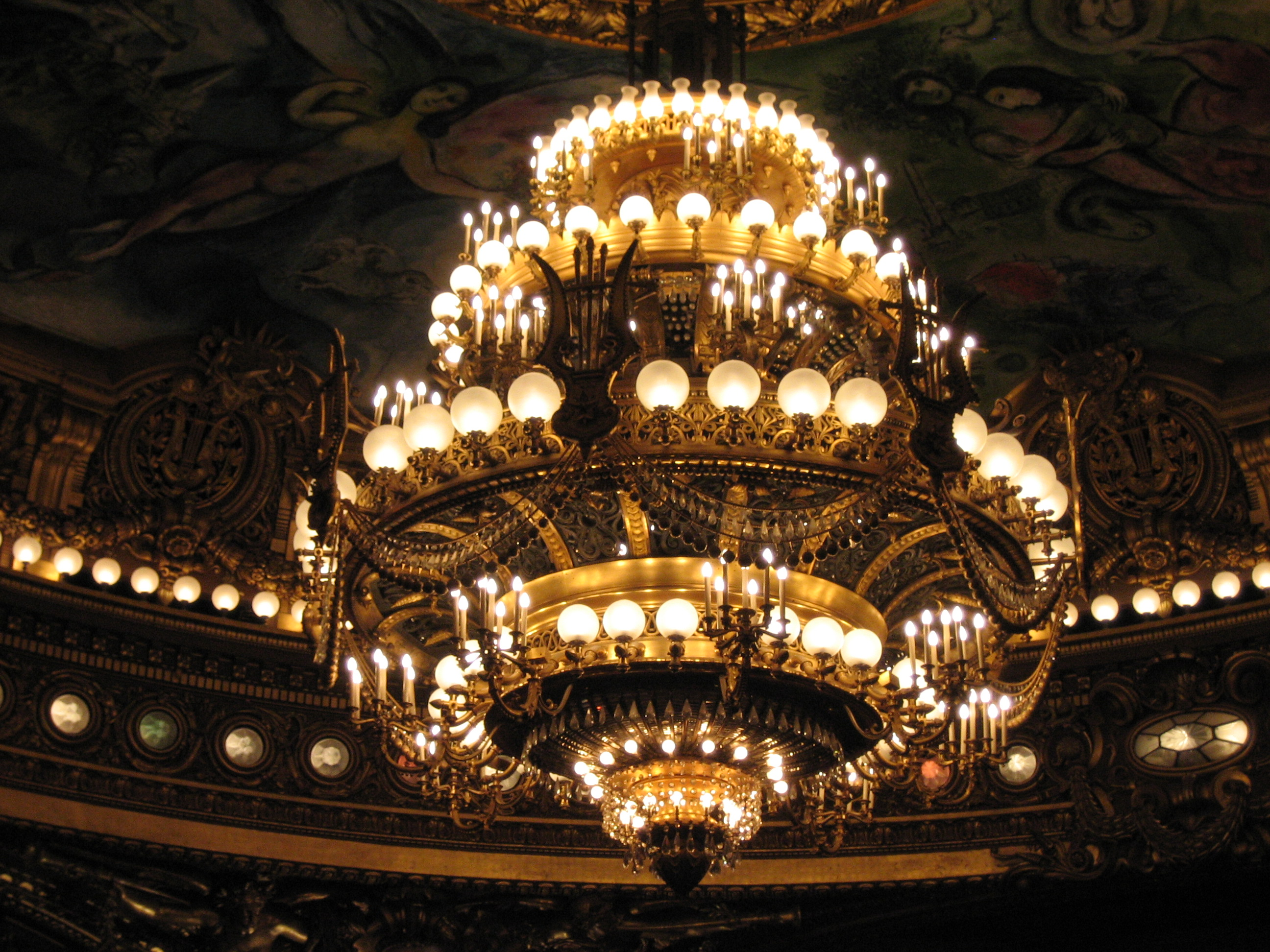
Chiếc đèn chùm của nhà hát ngày nay

Chiếc đèn chùm bằng đồng và pha lê nặng 7 tấn cũng được thiết kế bởi Garnier. Jules Corboz đã chuẩn bị mô hình, từ đó Lacarière, Delatour & Cie đúc và chạm trổ chùm đèn này. Tổng chi phí lên tới 30.000 đồng franc vàng. Việc sử dụng đèn chùm đã gây tranh cãi thời đó, do chi tiết này chắn góc nhìn sân khấu với những khán giả trên tầng bốn và cũngchhe mất bức tranh trần của Jules-Eugène Lenepveu. Garnier đã lường trước những nhược điểm này và bảo vệ ý kiến của mình một cách sống động trong cuốn Le Théâtre năm 1871 của ông: "Còn thứ gì khác có thể lấp đầy nhà hát với tinh thần vui vẻ như vậy? Có ai khác có thể cho chúng ta những họa tiết khác nhau, những hàng điểm sáng lộng lẫy, những sắc vàng tự nhiên phản chiếu ánh sáng và những chấm tinh thể nổi bật này?"
Vào ngày 20 tháng 5 năm 1896, một trong những đối trọng của chi tiết này bị đứt, làm chùm đèn phá vỡ trần nhà và rơi vào khán phòng, làm thiệt mạng một hướng dẫn viên. Sự cố này đã truyền cảm hứng cho một trong những cảnh nổi tiếng nhất trong cuốn tiểu thuyết gothic kinh điển năm 1910 của Gaston Leroux, Bóng ma trong nhà hát.
Ban đầu, khi cần làm sạch, chiếc đèn chùm sẽ được nâng lên xuyên qua trần nhà vào đỉnh vòm phía trên khán phòng, nhưng bây giờ thì ngược lại, chiếc đèn sẽ được hạ xuống khi vệ sinh. Đỉnh vòm sau đó được sử dụng để tập opera trong khoảng năm 1960, đến những năm 1980 thì không gian này thiết kế lại thành hai tầng để luyện tập vũ đạo. Tầng dưới có phòng Nureïev (Nureyev) và phòng Balanchine, còn tầng trên là phòng Petipa, được đặt theo tên những nghệ sĩ ballet nổi tiếng.

#### Đàn organ
Chiếc đàn organ lớn được Aristide Cavaillé-Coll chế tạo để sử dụng cho một số tác phẩm. Chiếc đàn này đã không được sử dụng trong nhiều thập kỷ.

#### Nhà hàng
Garnier ban đầu có dự định đặt một nhà hàng trong nhà hát opera; tuy nhiên, vì lý do kinh phí, nhà hàng này đã không được hoàn thành trong thiết kế ban đầu.
Qua nhiều lần nỗ lực trong nhiều năm, cuối cùng, một nhà hàng đã được mở ở phía đông của tòa nhà vào năm 2011. Nhà hàng L'Opéra được thiết kế bởi kiến trúc sư người Pháp Odile Decq. Đầu bếp trưởng là Barshe Aribert; đến tháng 10 năm 2015, Guillame Tison-Malthé giữ chức vụ này. Nhà hàng, có ba không gian khác nhau và một sân thượng lớn bên ngoài, có thể cho mọi người tham quan.

## Lịch sử

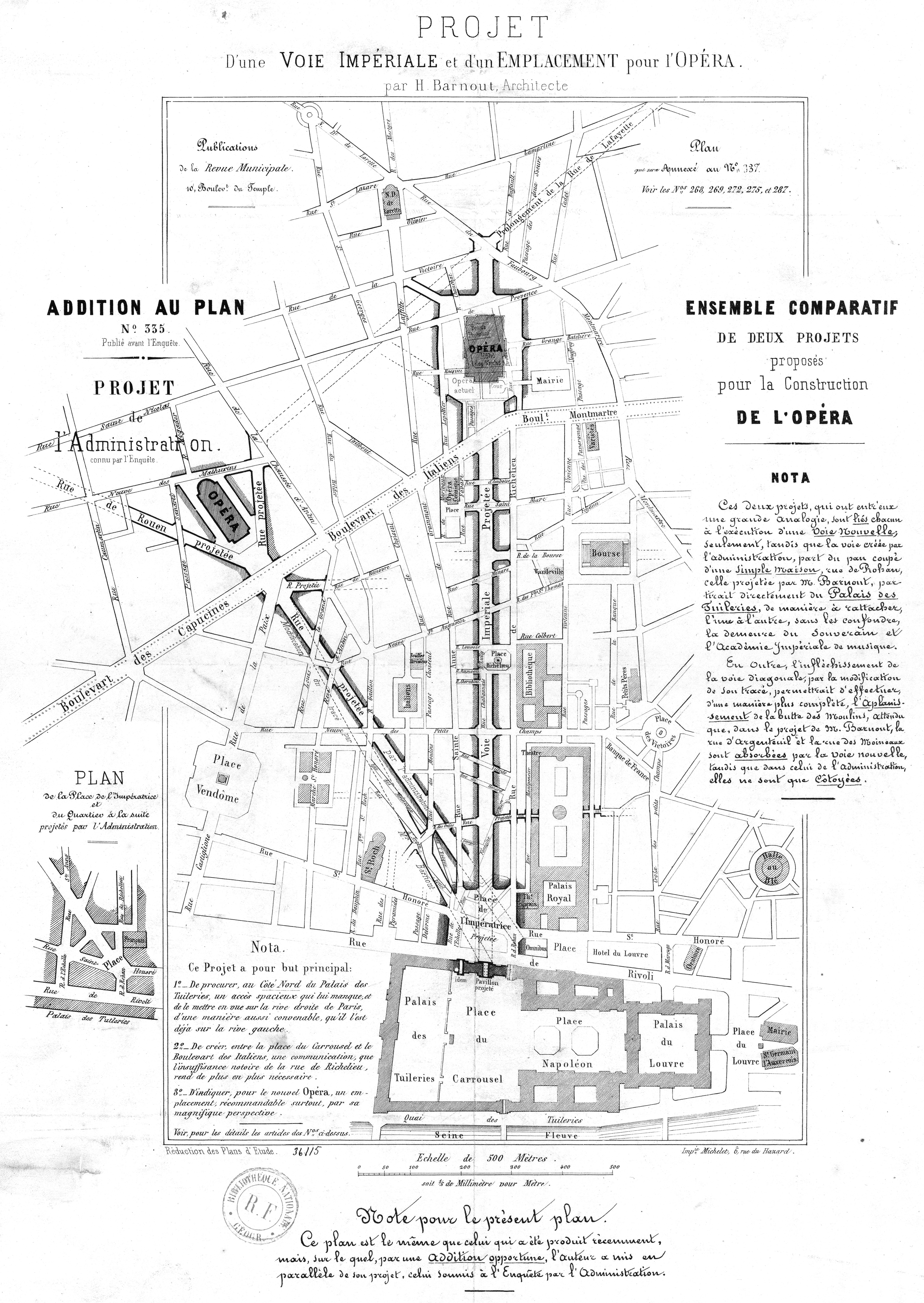
Hai địa điểm đề xuất để xây nhà hát mới, các tuyến đường sẽ được thay bằng một đại lộ rộng xuất phát từ bảo tàng Louvre đến nhà hát mới (chính là đại lộ de l'Opéra trong tương lai). Kế hoạch năm 1856

### Lựa chọn địa điểm
Vào năm 1821, đoàn Opéra de Paris đã chuyển đến nhà hát tạm thời Salle Le Peletier trên phố Le Peletier [fr]. Đoàn nhạc mong muốn có một công trình lâu dài cho mình. Charles Rohault de Fleury, người được bổ nhiệm làm kiến trúc sư chính thức của nhà hát opera vào năm 1846, đã thực hiện nhiều nghiên cứu khác nhau để chọn địa điểm và thiết kế phù hợp. Đến năm 1847, Tỉnh trưởng Seine, Claude-Philibert de Rambuteau, đã chọn một địa điểm ở phía đông của Place du Palais-Royal với dự định công trình mới này sẽ giúp mở rộng phố Rivoli. Tuy nhiên, sau cuộc Cách mạng năm 1848, ý kiến Rambuteau bị gạt bỏ, việc xây dựng một nhà hát opera mới cũng không còn được quan tâm. Địa điểm này sau đó được sử dụng để xây dựng Grand Hôtel du Louvre (Charles Rohault de Fleury tham gia thiết kế).
Sau khi Đệ nhị Đế chế thành lập vào năm 1852 và Georges-Eugène Haussmann được bổ nhiệm làm Tỉnh trưởng vào tháng 6 năm 1853, mối quan tâm đến việc xây nhà hát opera mới được nhóm lại một lần nữa. Hoàng đế Napoléon III đã bị ám sát hụt tại lối vào nhà hát Salle Le Peletier vào ngày 14 tháng 1 năm 1858. Lối vào chật hẹp của Salle Le Peletier nhấn mạnh sự cần thiết của lối vào riêng biệt, an toàn hơn cho các nguyên thủ quốc gia. Mối quan tâm này, cộng với cơ sở vật chất không đầy đủ cũng như tính chất tạm thời của nhà hát đã tăng thêm tính cấp bách cho việc xây dựng một nhà hát opera mới do nhà nước tài trợ. Đến tháng 3, Haussmann, theo đề xuất của Rohault de Fleury, đã đặt địa điểm xây dựng trên phố Boulevard des Capucines, mặc dù quyết định này không được công bố cho đến năm 1860. Trước đó, vị trí này là nơi giao nhau các con phố một cách không khoa học, một công trình mới có thể giúp giải quyết vấn đề này. Đồng thời, địa điểm này cũng rất kinh tế về mặt giá đất.

Vào ngày 29 tháng 9 năm 1860, một sắc lệnh của Đế chế đã chính thức chỉ định địa điểm cho nhà hát mới, với diện tích cho phép là 12.000 mét vuông (1,2 ha). Đến tháng 11 năm 1860, Rohault de Fleury đã hoàn thành thiết kế cho công trình này, ông cho đây là tác phẩm đỉnh cao trong sự nghiệp của mình. Rohault cũng đang làm việc với một ủy ban từ thành phố để thiết kế mặt tiền của các tòa nhà khác dọc theo quảng trường mới để đảm bảo chúng hòa hợp với nhau. Tuy nhiên, cùng tháng đó, Bá tước Alexandre Colonna-Walewski lên thay Achille Fould giữ chức Bộ trưởng nhà nước. Vợ của ông là Marie Anne de Ricci Poniatowska đã sử dụng vị trí là tình nhân của Napoleon III để có được cuộc hẹn của chồng. Walewski sớm nhận ra sự cạnh tranh trong thiết kế nhà hát và chịu áp lực phải ủy quyền thiết kế cho Viollet-le-Duc, người được sự hậu thuẫn của Hoàng hậu Eugénie. Để tránh phải đưa ra quyết định khó khăn, ông quyết định mở một cuộc thi thiết kế kiến trúc để chọn kiến trúc sư cho công trình lớn này.

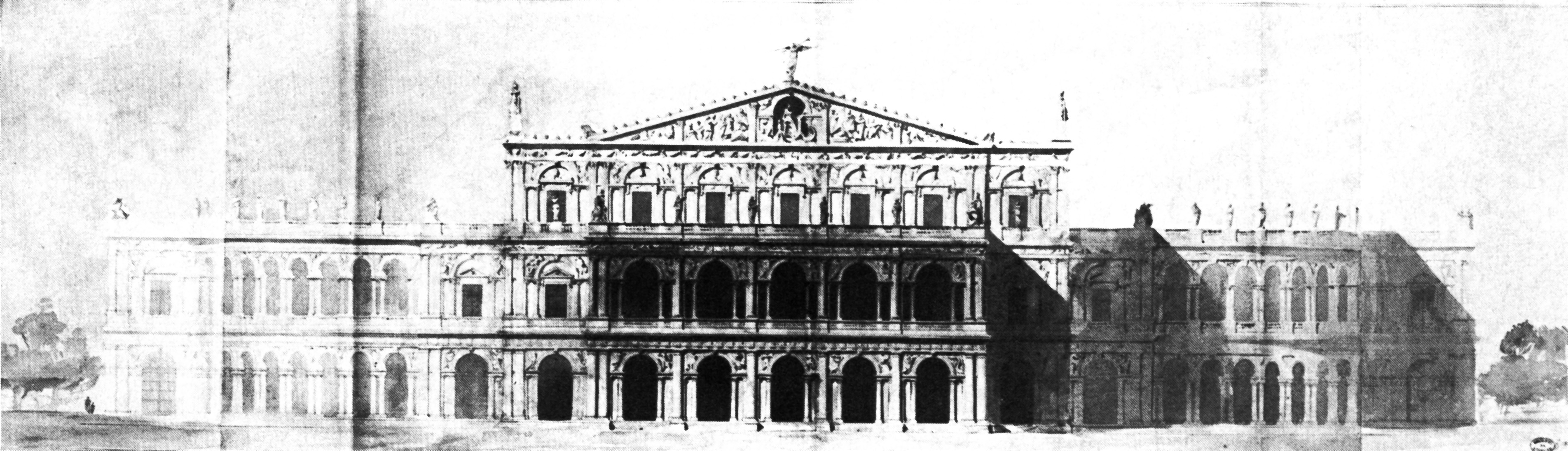
Thiết kế lối vào cho Nhà hát Opera Đế chế của Rohault de Fleury, tháng 11 năm 1860
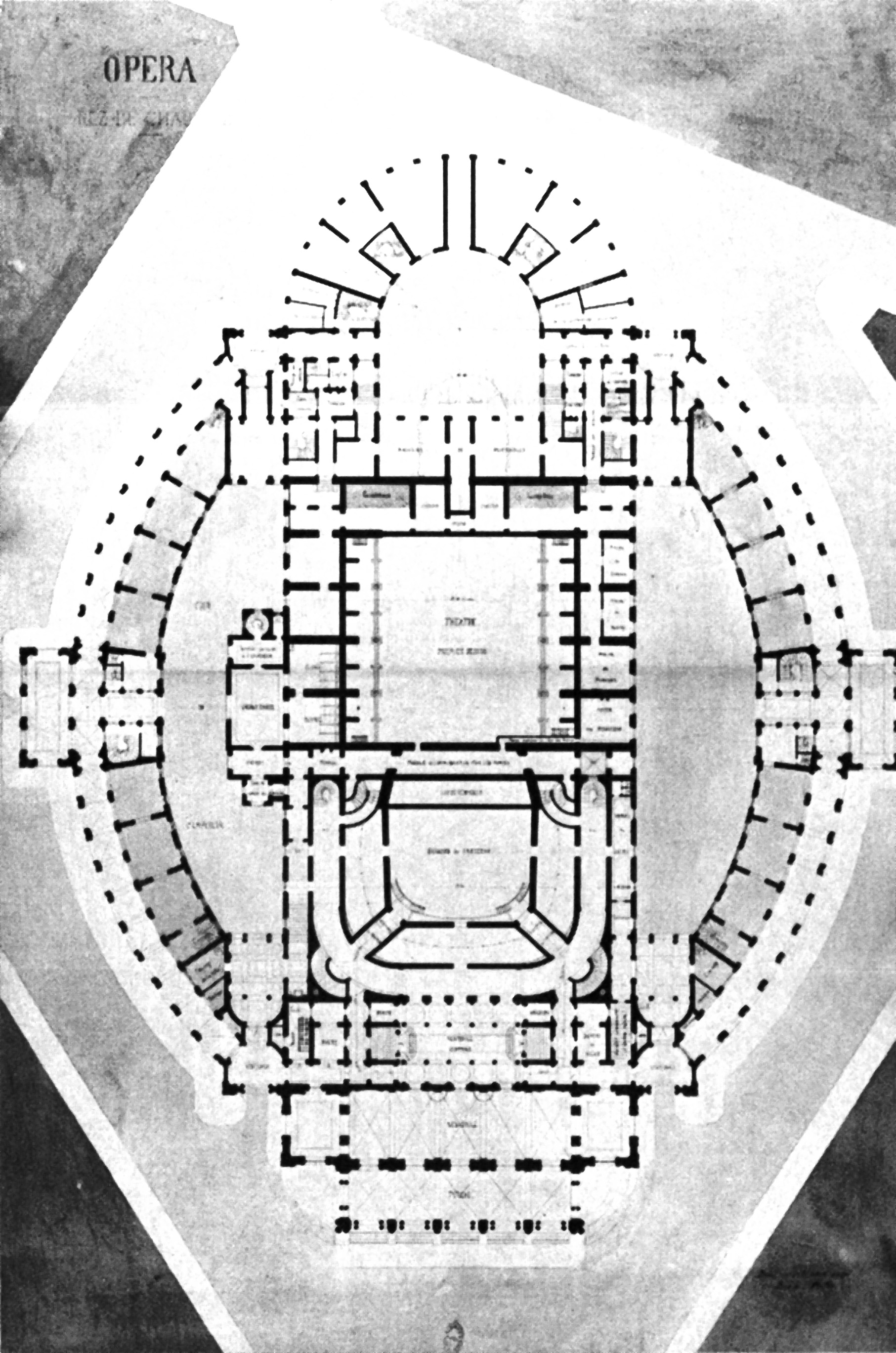
Kế hoạch

### Cuộc thi thiết kế
Vào ngày 30 tháng 12 năm 1860, Đệ nhị Đế chế dưới quyền Hoàng đế Napoleon III đã chính thức công bố một cuộc thi thiết kế kiến trúc dành nhằm chọn kiến trúc sư nhà hát opera mới.

Các ứng viên được phép gửi thiết kế trong thời hạn là một tháng. Có hai vòng tuyển chọn. Dự án của Charles Garnier là một trong số khoảng 170 được đệ trình trong vòng tuyển chọn đầu tiên. Ngoài thiết kế, mỗi người tham gia được yêu cầu đưa ra một khẩu hiệu để tóm tắt ý tưởng của mình. Garnier đã trích dẫn "Bramo assai, poco spero" ("kỳ vọng nhiều, hy vọng ít") từ nhà thơ người Ý Torquato Tasso. Dự án của Garnier đã được trao giải năm, và ông trở thành một trong bảy người vào chung kết để tiếp tục tuyển chọn vòng hai. Ngoài Garnier, một số ứng viên nổi bật khác có Leon Ginain-bạn ông, Alphonse-Nicolas Crépinet và Joseph-Louis Duc (người sau đó đã rút lui vì những cam kết khác). Trước sự ngạc nhiên của nhiều người, cả thiết kế Viollet-le-Duc và Charles Rohault de Fleury đều không lọt vào vòng trong.          
Thiết kế bị loại của Viollet-de-Duc, 1861

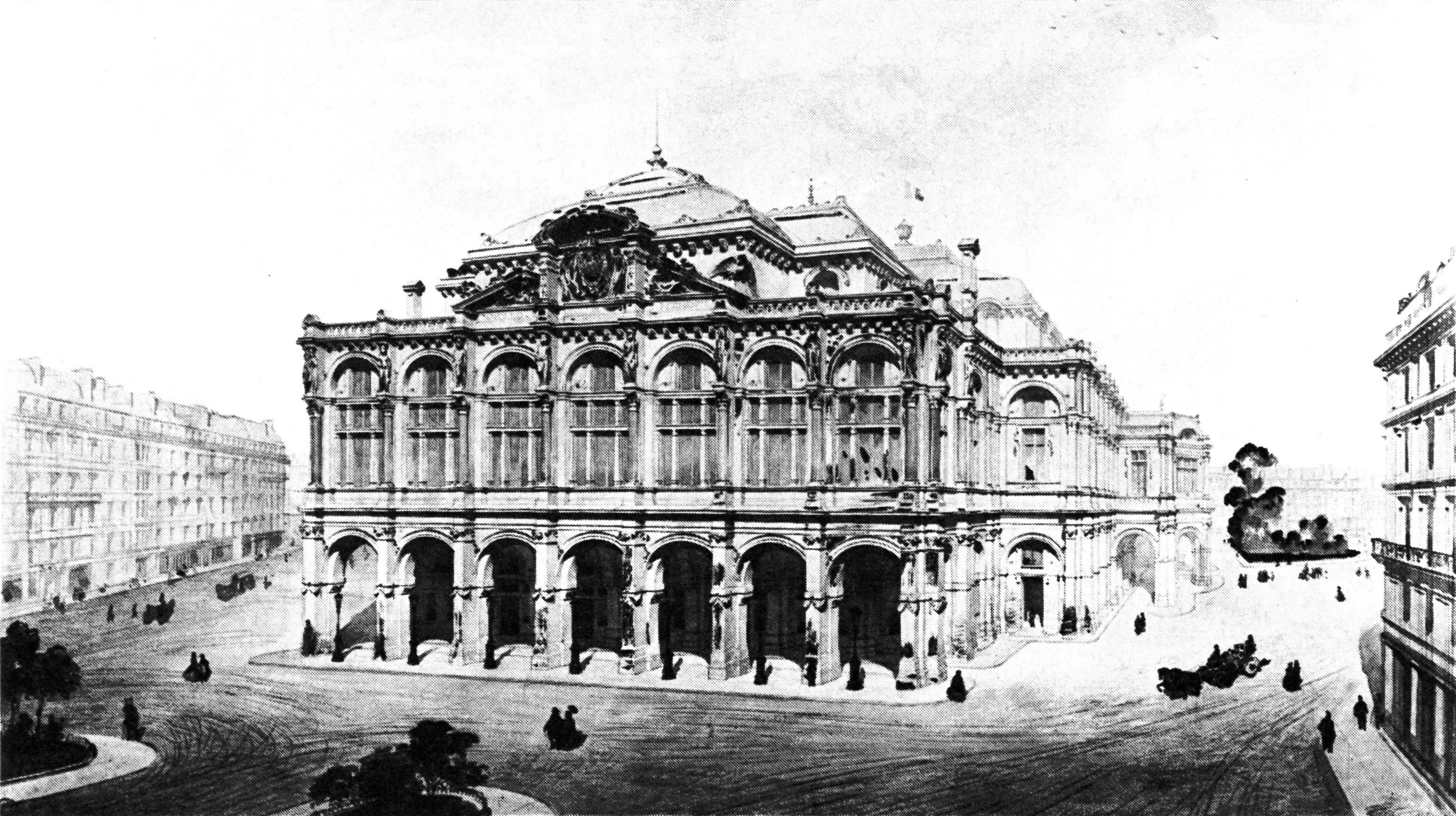
Góc nhìn phối cảnh
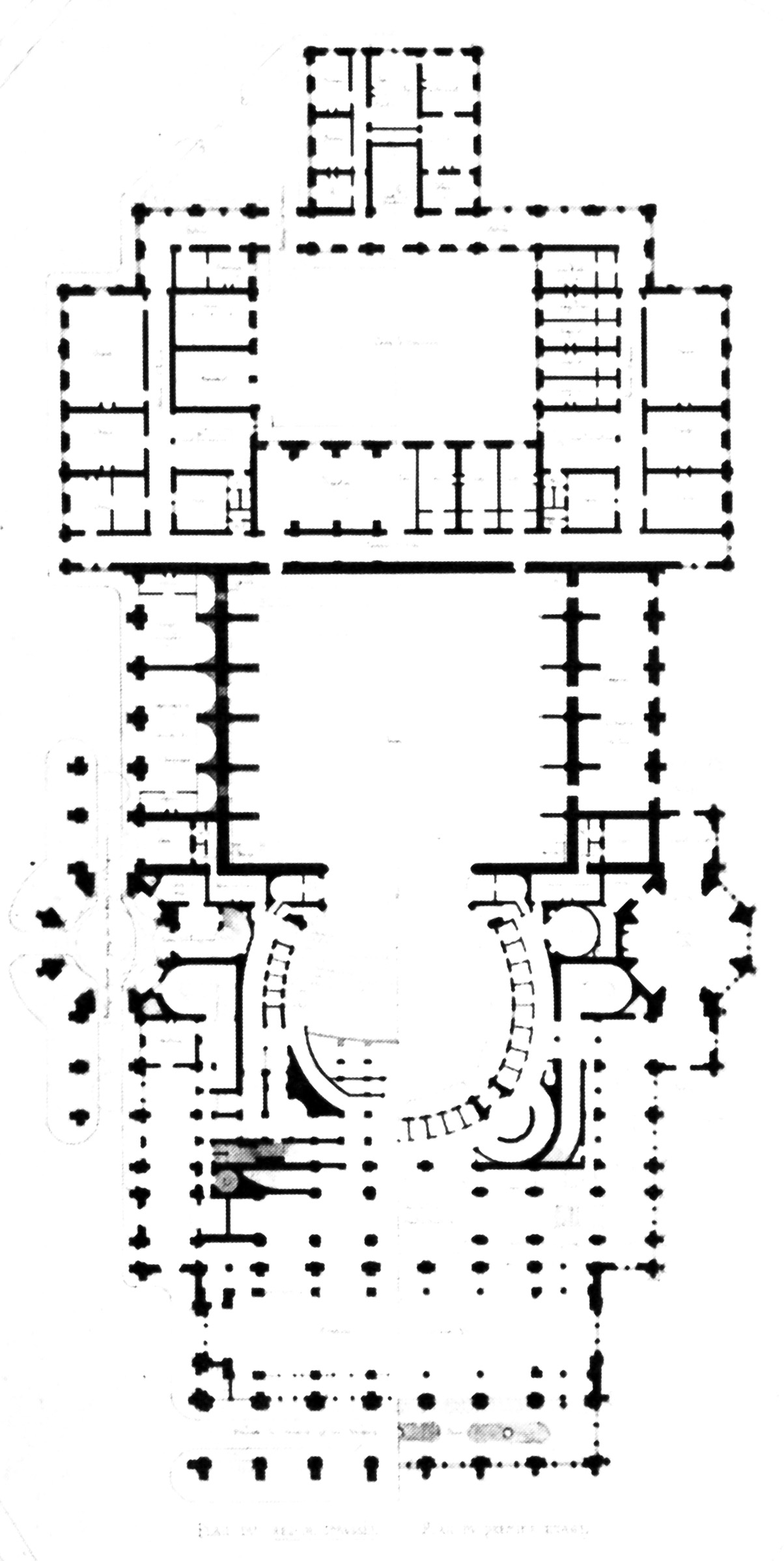
Kế hoạch
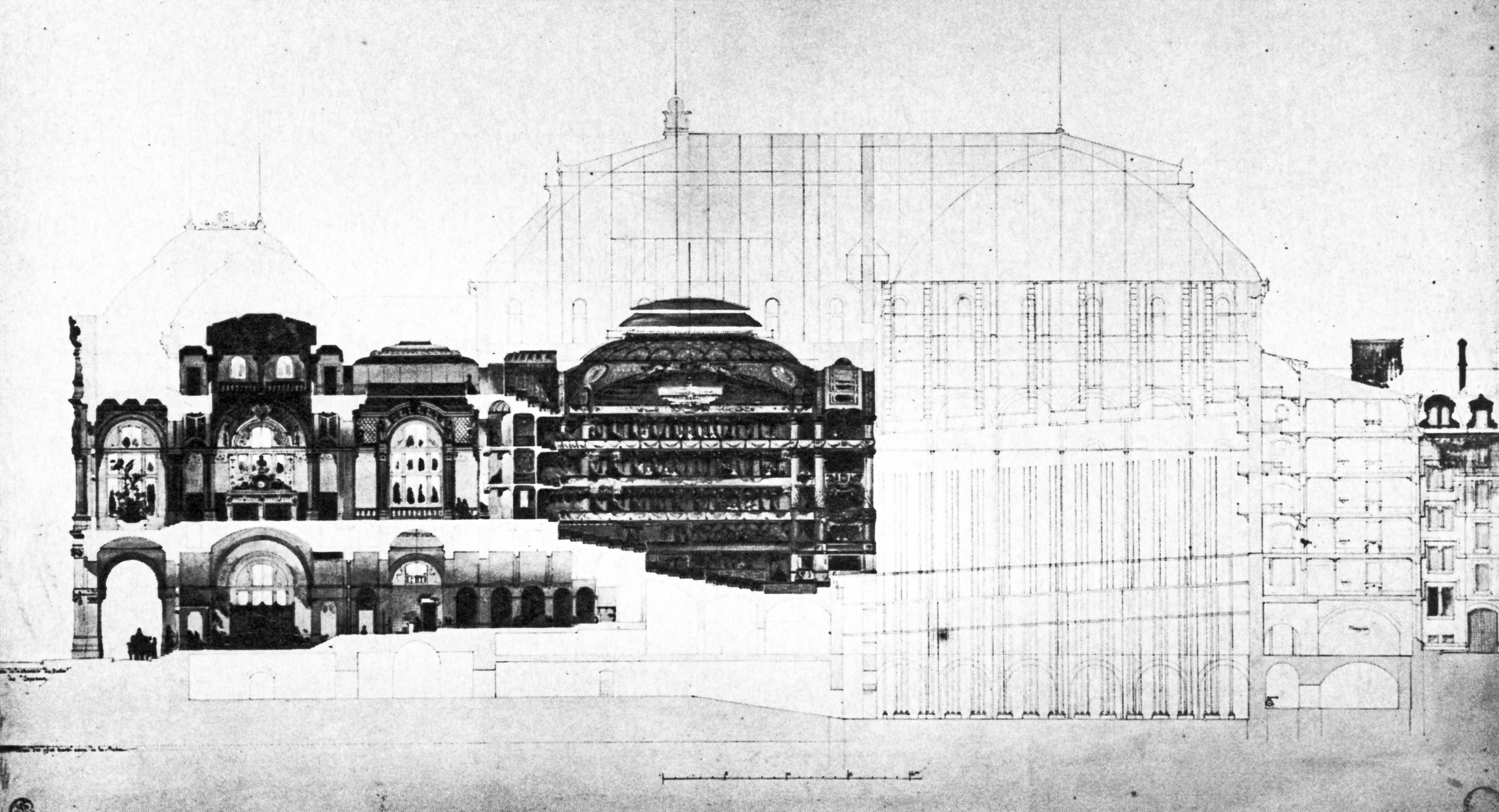
Mặt cắt ngang

Vòng tuyển chọn thứ hai yêu cầu các ứng viên hoàn thiện các dự án ban đầu của họ và vòng thi này thì khắt khe hơn nhiều. Một bản kế hoạch chi tiết dài 58 trang, soạn bởi giám đốc của đoàn Opéra, Alphonse Royer, được gửi đến các ứng viên vào ngày 18 tháng 4. Các thiết kế mới được gửi đến ban giám khảm vào giữa tháng 5 và vào ngày 29 tháng 5 năm 1861 và thiết kế của Garnier đã được chọn vì "chất lượng hiếm có và vượt trội trong việc chia phần thiết kế, tính chất phi thường và đặc trưng của mặt tiền và các cấu trúc khác".
Kiến trúc sư Alphonse de Gisors, một thành viên trong ban giám khảo, đã nhận xét rằng dự án của Garnier là "đáng chú ý ở sự đơn giản, rõ ràng, logic nhưng cao quý. Phần ngoại thất trong kế hoạch được chia thành ba phần riêng biệt, không gian công cộng, khán phòng và sân khấu... 'cậu đã cải thiện đáng kể dự án của mình sau vòng tuyển chọn đầu tiên, còn Ginain [người đạt giải nhất trong vòng đầu] lại phá hỏng nó.' "
Có chuyện kể rằng vợ của Hoàng đế, Hoàng hậu Eugénie, người chắc hẳn đang khó chịu vì ứng viên ưa thích của bà, Viollet-le-Duc, đã bị loại, đã hỏi Garnier vô danh: "Đây là thứ gì? Đây không phải là một phong cách; không phải là Louis Quatorze, không phải là Louis Quinze, lại càng không phải Louis Seize! " "Tại sao thưa bà, đây là phong cách Napoléon đệ Tam" Garnier trả lời "và bà đang phàn nàn về điều đó!"  Andrew Ayers đã viết rằng định nghĩa của Garnier "không gây ra nhiều tranh cãi, Palais Garnier là một biểu tượng lớn của thời đại và của Đệ nhị Đế chế. Một sự pha trộn giữa công nghệ hiện đại, chủ nghĩa duy lý khắt khe, chủ nghĩa chiết trung hào phóng kèm theo sự xa hoa đáng kinh ngạc, nhà hát của Garnier đã bao trọn lấy tất thảy những xu hướng cùng tham vọng chính trị và xã hội của thời đại." Ayers cũng nói rằng: các giám khảo của cuộc thi đặc biệt ngưỡng mộ thiết kế của Garnier vì "sự rõ ràng trong kế hoạch của ông, đó là một ví dụ tuyệt vời về phương pháp thiết kế nghệ thuật mà cả Garnier và họ đều thành thạo."

### Opéra Agence

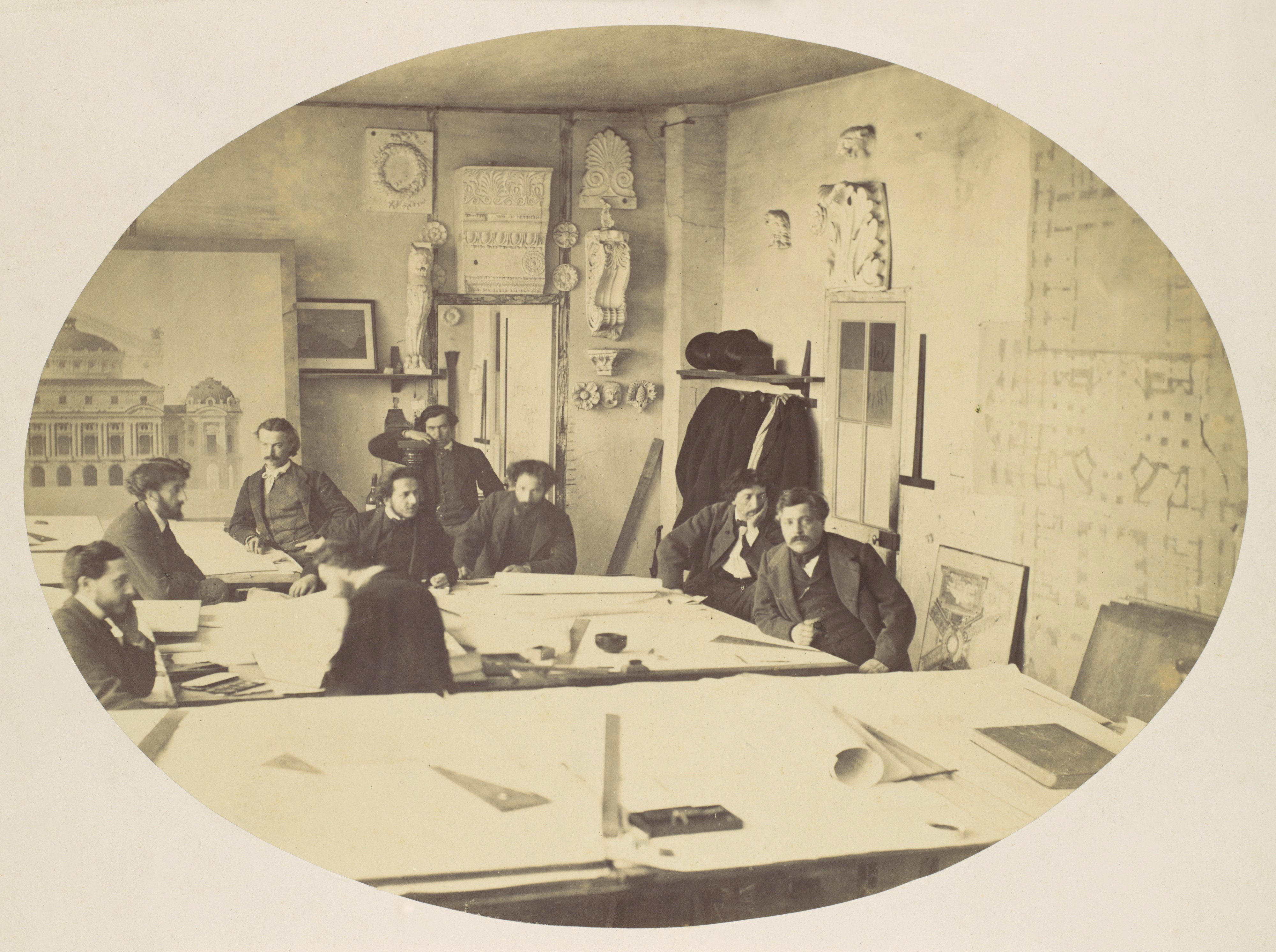
Phòng soạn thảo Opéra Agence: Garnier đứng thứ hai từ bên phải, với Edmond Le Deschault ở xa nhất phải và Victor Louvet, thứ hai từ bên trái [40

Sau khi số vốn ban đầu cho bắt đầu khởi công được bỏ phiếu vào ngày 2 tháng 7 năm 1861, Garnier đã thành lập Opéra Agence, văn phòng của ông trên công trường, và thuê một đội những kiến trúc sư và người vẽ phác thảo. Ông cũng chọn cấp phó cho mình là Louis-Victor Louvet, kế đến là Jean Jourdain và Edmond Le Deschault.

### Làm móng
Địa điểm xây dựng đã được đào lên từ 27 tháng 8 đến hết năm đó. Vào ngày 13 tháng 1 năm 1862, phần móng bê tông đầu tiên được đổ, bắt đầu từ phía trước và đi tuần tự về phía sau. Sau mỗi phần bê tông được đổ, các cấu trúc chống đỡ được dựng lên ngay sau đó. Nhà hát opera cần một tầng hầm sâu hơn nhiều so với các loại công trình khác, nhưng mực nước ngầm lại cao bất ngờ. Các giếng đã bị ngập vào tháng 2 năm 1862 và dù cho tám máy bơm hơi nước được lắp đặt vào tháng 3 đã hoạt động hết công suất, khu vực này không thể làm khô. Để giải quyết vấn đề này, Garnier đã thiết kế phần móng kép để bảo vệ cấu trúc bên trên khỏi bị ẩm. Phần móng này cũng tích hợp một kênh nước và một bể chứa khổng lồ bằng bê tông (cuve), vừa giúp giảm áp lực của dòng nước ngầm bên ngoài lên các bức tường tầng hầm và cũng đóng đóng vai trò như một hồ chứa trong trường hợp hỏa hoạn. Một hợp đồng xây dựng đã được ký kết vào ngày 20 tháng 6. Truyền thuyết rằng nhà hát opera được xây dựng trên một hồ nước ngầm cũng bắt đầu từ đó. Chi tiết này cũng truyền cảm hứng cho Gaston Leroux để kết hợp hệ thống hồ này vào cuốn tiểu thuyết Bóng ma trong nhà hát. Vào ngày 21 tháng 7, phần móng được đặt ở góc đông nam của mặt tiền tòa nhà. Đến tháng 10, các máy bơm được gỡ bỏ, phần hầm của bể nước được hoàn thành vào ngày 8 tháng 11 và phần móng cho toàn công trình được hoàn thành vào cuối năm đó.

### Mô hình

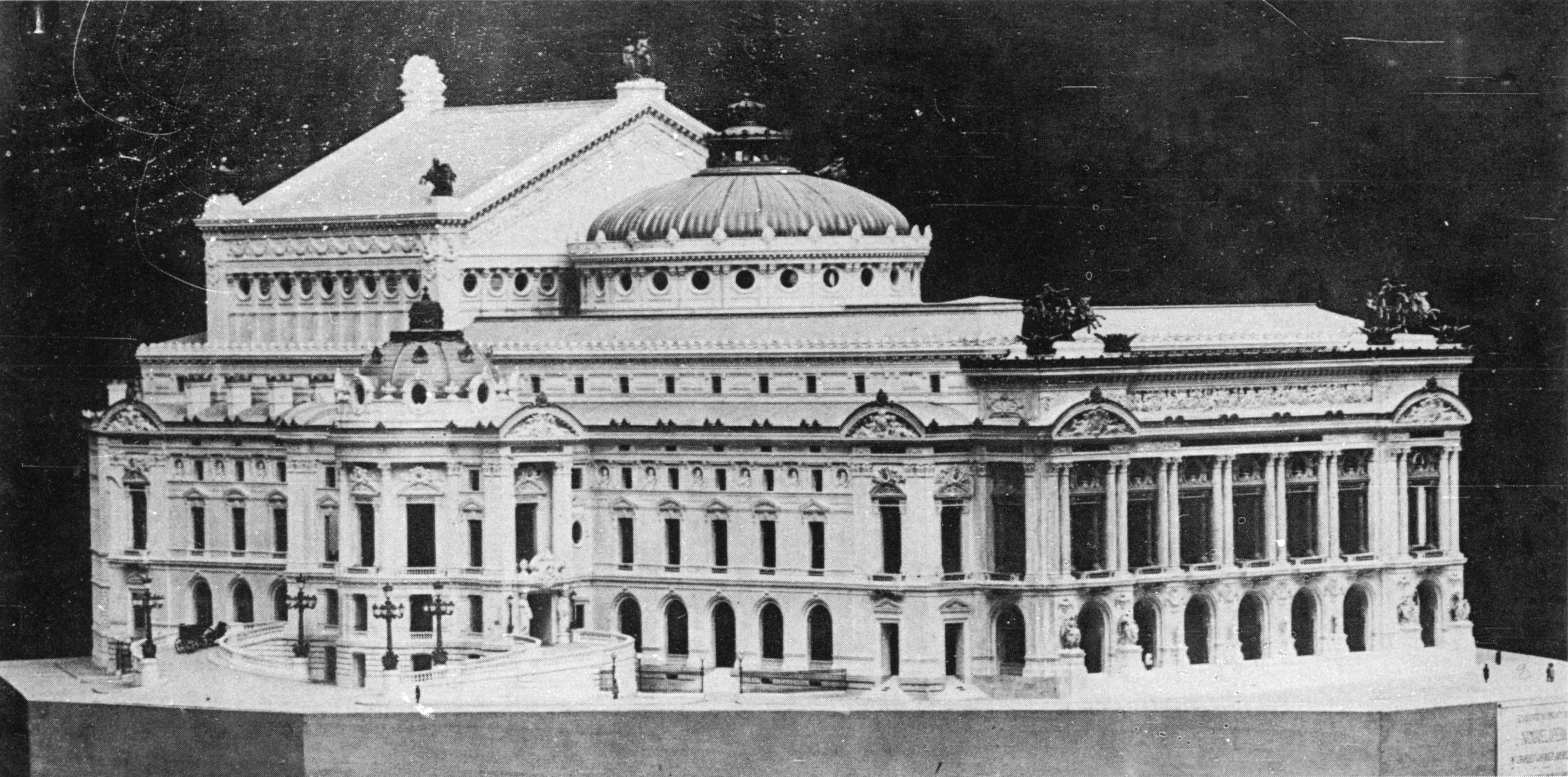
Mô hình của Villeminot (tháng Năm 1863)

Hoàng đế bày tỏ sự hài lòng khi nhìn thấy mô hình thạch cao của công trình. Mô hình này được Louis Villeminot xây dựng trong vòng một năm với chi phí hơn 8.000 franc, mỗi cạnh của mô hình bằng 1:50 của công trình gốc. Sau khi xem trước công trình, hoàng đế đã đề nghị một số thay đổi trong thiết kế của tòa nhà, trong đó quan trọng nhất là việc bỏ sân thượng có lan can ở trên cùng của mặt tiền và thay thế bằng một gác mái lớn với hàng hoa văn chạy phía trước và đặt lên trên là cỗ xe tứ mã.
Kết hợp với những thay đổi này, mô hình đã được vận chuyển qua các đường ray được thiết kế đặc biệt để đưa đến Palais de l'Industrie cho trưng bày công khai tại triển lãm 1863. Théophile Gautier đã viết về mô hình (Le Moniteur Universel, ngày 13 tháng 5 năm 1863) rằng "sự sắp xếp chung trở nên dễ hiểu đối với mọi người và cho phép người ta dự đoán về kết quả sau cùng dễ hơn... công trình thu hút sự tò mò của đám đông; thực tế, nhà hát Opéra thu vừa vào mắt mọi người. " Mô hình này hiện đã bị mất, nhưng vẫn còn bức ảnh của JB Donas chụp vào năm 1863.
Chiếc xe tứ mã theo đề nghĩ của hoàng đế không bao giờ được thêm vào, dù ta có thể được nhìn thấy trong mô hình. Thay vào đó, hai tác phẩm điêu khắc bằng đồng mạ vàng của Charles-Alphonse Guméry, Hòa âm và Thơ ca đã được đặt lên vào năm 1869. Các đường hoa văn được nhìn thấy trong mô hình cũng được thiết kế lại thành những huy chương chạm trổ trang trí, trên mặt huy chưng là chữ tượng hình hoàng gia ("N" Napoléon, "E" cho Empereur) mạ vàng. Các chữ cái được thiết kế đặc biệt đã không kịp chuẩn bị cho ngày ra mắt và được thay thế bằng các sản phẩm thay thế có sẵn trên thị trường. Sau sự sụp đổ của Đế chế vào năm 1870, Garnier cảm thấy nhẹ nhõm khi có thể loại bỏ chúng khỏi các huy chương. Các chữ cái trong thiết kế ban đầu của Garnier cuối cùng đã được lắp lên trong quá trình trùng tu tòa nhà vào năm 2000.

### Thay đổi tên

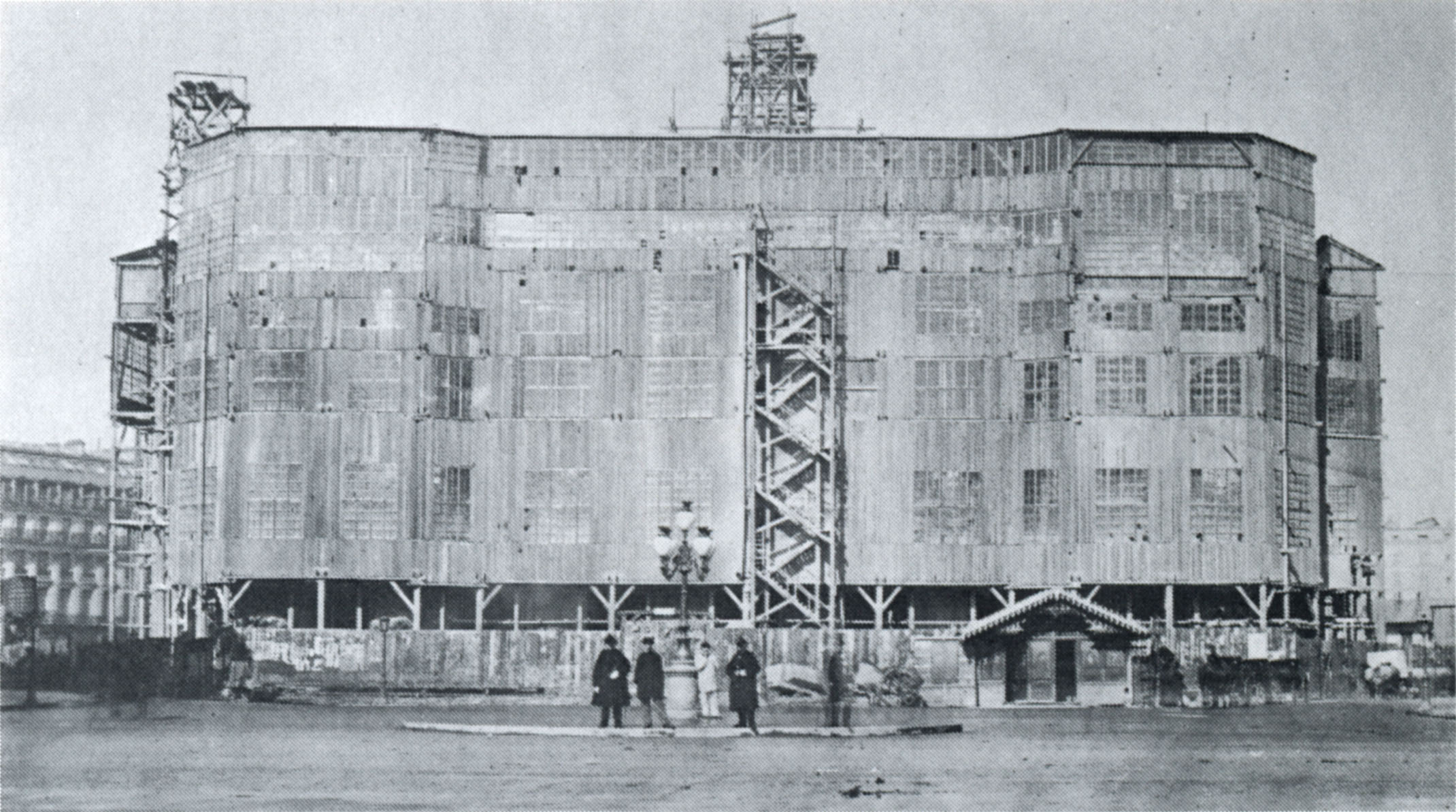
Mặt tiền tòa nhà cuối năm 1866
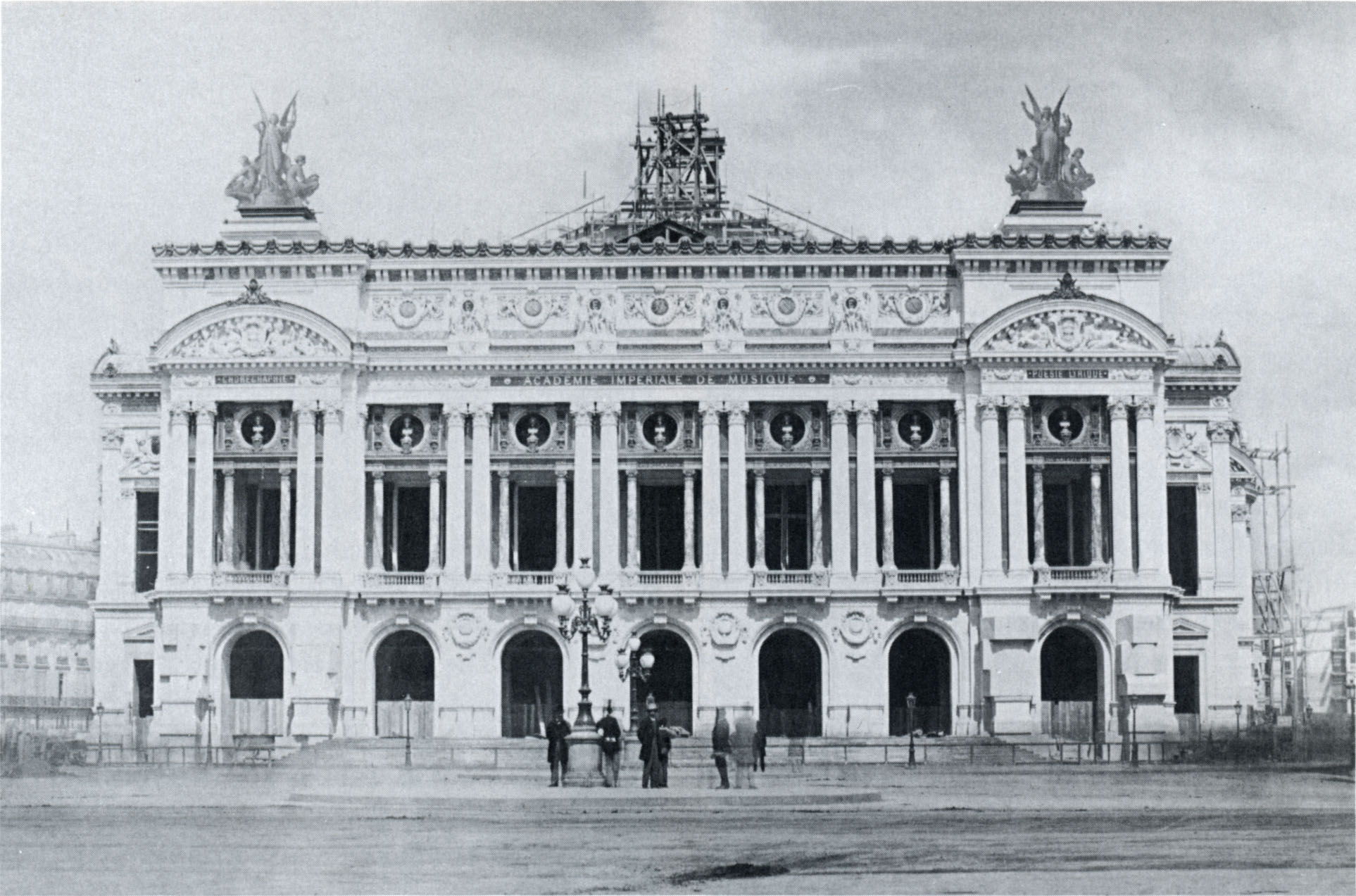
Mặt tiền tòa nhà vào tháng 8 năm 1867

Hệ thống giàn giáo che lấp mặt tiền được hạ xuống vào ngày 15 tháng 8 năm 1867 để phục vụ cho Triển lãm Paris năm 1867. Tiêu đề chính thức của Nhà hát Paris được thể hiện nổi bật trên mũ của những chiếc cột Corinthian ở mặt tiền: "ACADEMIE IMPERIALE DE MUSIQUE ". Khi hoàng đế bị phế truất vào ngày 4 tháng 9 năm 1870 sau Chiến tranh Pháp-Phổ thảm khốc, chính phủ đã được thay thế bởi Đệ tam Cộng hòa, và gần như ngay lập tức, vào ngày 17 tháng 9 năm 1870, nhà hát Opera được đổi tên thành Théâtre National de l'Opéra, cái tên này được giữ đến năm 1939. Mặc dù vậy, khi thay biển tên hiển thị ở nhà hát opera mới, chỉ có sáu chữ cái đầu tiên của từ IMPERIALE được thay thế, và tên tòa nhà trở thành "ACADEMIE NATIONALE DE MUSIQUE" cho đến tận bây giờ, trước đó, cái tên này được sử dụng trong khoảng thời gian hai năm của Đệ nhị Cộng hòa trước Đệ nhị Đế chế.

### 1870-1871
Tiến độ xây dựng nhà hát đã bị đình trệ trong Chiến tranh Pháp-Phổ do cuộc bao vây Paris (tháng 9 năm 1870 - tháng 1 năm 1871). Các phần được xây dựng của tòa nhà đã đủ hoàn thiện để được sử dụng làm kho thực phẩm và bệnh viện. Khi Pháp bại trận, Garnier lâm bệnh nặng do sự thiếu thốn trong cuộc bao vây và phải rời Paris từ tháng 3 đến tháng 6 để hồi phục trên bờ biển Ligurian của Ý, còn trợ lý của ông là Louis Louvet vẫn ở lại trong thời kỳ hỗn loạn của Công xã Paris. Louvet đã viết một vài lá thư cho Garnier, cung cấp thông tin về các sự kiện liên quan đến tòa nhà. Vì giao tranh xảy ra ở gần Quảng trường Vendôme, quân đội của Lực lượng Vệ binh Quốc gia đã đóng quân ở đây và chịu trách nhiệm bảo vệ và phân phát lương thực cho binh lính và thường dân. Chính quyền xã dự định thay thế Garnier bằng một kiến trúc sư khác, nhưng nhân vật giấu tên này vẫn chưa xuất hiện khi quân đội Cộng hòa lật đổ Vệ binh Quốc gia và giành quyền kiểm soát tòa nhà vào ngày 23 tháng 5. Đến cuối tháng, Công xã đã bị đánh bại nặng nề. Đệ tam Cộng hòa được chính thức thành lập vào mùa thu năm đó. Tháng 9, công trình xây dựng đã được đề xuất, và vào cuối tháng 10, một số tiền nhỏ đã được cơ quan lập pháp mới bỏ phiếu để xây dựng tiếp tòa nhà.

### 1872-1873
Các nhà lãnh đạo chính trị của chính phủ mới duy trì sự công kích mãnh liệt đối với tất cả mọi thứ liên quan đến Đệ nhị Đế chế, và nhiều người trong số họ coi Garnier-vốn không can dự vào chính trị-là một tàn dư từ chế độ đó. Điều này đặc biệt đúng trong nhiệm kỳ của tổng thống Adolphe Thiers, người tại vị cho đến tháng 5 năm 1873, và vẫn đúng dưới thời Thống chế MacMahon theo sau đó. Các tính toán kinh tế cần phải được xem xét, và Garnier buộc phải dừng việc hoàn thành các phần của tòa nhà, đặc biệt là Sảnh Hoàng đế (sau này trở thành nhà của Bảo tàng Thư viện Opera). Tuy nhiên, vào ngày 28 tháng 10, 29 tháng 10, nhà hát Salle Le Peletier bị phá hủy "sạch sẽ" sau một trận hỏa hoạn và điều này thúc đẩy việc hoàn thành một nhà hát mới. Garnier ngay lập tức được chỉ đạo hoàn thành tòa nhà càng sớm càng tốt.

### Hoàn thành

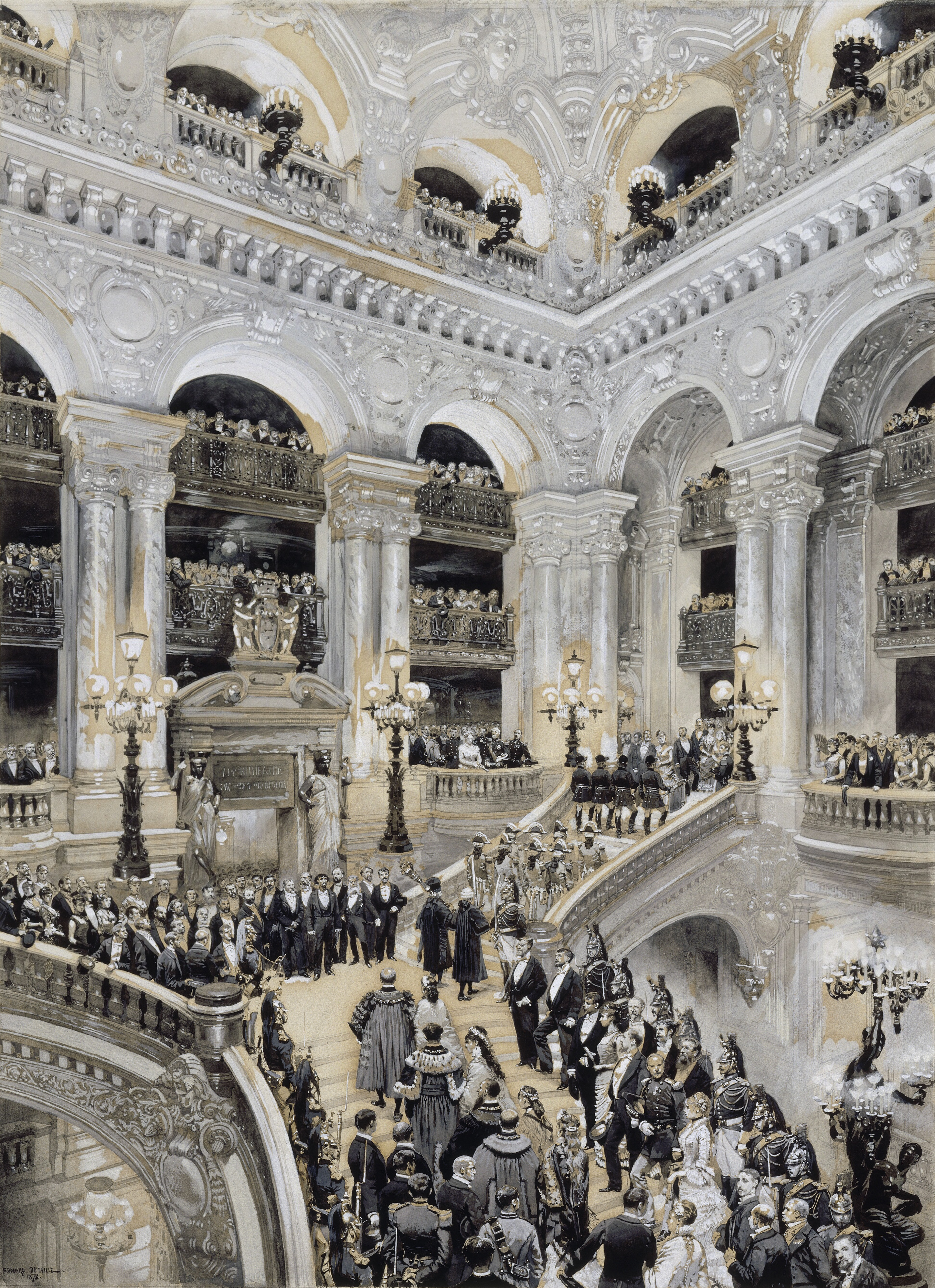
Lễ khánh thành Paris Opera năm 1875 (Édouard Detaille, 1878)

Chi phí để hoàn thiện công trình trong năm 1874 là hơn 7,5 triệu franc, một khoản tiền vượt quá số tiền chi tiêu cho bất kỳ dự án nào trong vòng mười ba năm đổ lại. Chính phủ của Đệ tam Cộng hòa đang thiếu tiền mặt đã phải vay 4,9 triệu franc vàng với lãi suất sáu phần trăm từ François Blanc, một nhà tài chính giàu có, chủ của sòng bạc Monte Carlo. Sau đó (từ 1876 đến 1879) Garnier sẽ giám sát việc thiết kế và xây dựng phòng hòa nhạc Sòng bạc Monte Carlo, chính là nhà hát Salle Garnier, Nơi này sau này trở thành tòa nhà chính của đoàn Opéra de Monte Carlo.
Trong năm 1874, Garnier và đội ngũ xây dựng của ông đã làm việc sốt sắng để hoàn thành nhà hát opera Paris mới và đến ngày 17 tháng 10, dàn nhạc đã có thể tiến hành một bài kiểm tra âm thanh cho khán phòng mới, tiếp theo là vào ngày 2 tháng 12, các quan chức, khách mời và các thành viên báo chí được mời đến nhà hát. Đoàn Ballet Paris Opera đã biểu diễn trên sân khấu vào ngày 12 tháng 12 và sáu ngày sau đó, chiếc đèn chùm nổi tiếng được thắp sáng lần đầu tiên. Nhà hát được chính thức khánh thành vào ngày 5 tháng 1 năm 1875 bằng buổi biểu diễn lộng lẫy với sự có mặt của Thống chế MacMahon, Thị trưởng thành phố Luân Đôn và Vua Alfonso XII của Tây Ban Nha. Chương trình bao gồm các tác phẩm: khúc dạo đầu La muette de Portici của Auber và William Tell của Rossini, hai vở kịch đầu tiên của vở opera La Juive năm 1835 của Halévy (với tên giới thiệu là Gabrielle Krauss), cùng với "Lễ phong thánh kiếm" từ Meyerbeer năm 1836 từ vở opera Les Huguenots và La source năm 1866 với âm nhạc của Delibes và Minkus. Do ca sỹ giọng nữ cao đã bị bệnh, một chương từ Faust của Charles Gounod và một chương trong Hamlet của Ambroise Thomas phải bị bỏ qua. Trong giờ nghỉ, Garnier bước ra cầu thang lớn để nhận được những tràng pháo tay tán thành của khán giả.

### Lịch sử tòa nhà từ lúc khánh thành
Năm 1881 hệ thống chiếu sáng bằng điện đã được lắp đặt. Trong những năm 1950, những thang máy dành cho người và hàng hóa đã được lắp đặt ở phía sau của sân khấu, tạo điều kiện thuận lợi cho việc di chuyển của nhân viên trong tòa nhà và chuyển phông nền sân khấu.
Năm 1969, nhà hát được cung cấp các cơ sở điện mới và vào năm 1978, một phần của Foyer de la Danse ban đầu đã được chuyển đổi thành không gian diễn tập mới cho các đoàn ballet bởi kiến trúc sư Jean-Loup Roubert. Trong năm 1994, nhà hát được trùng tu. Đợt tu sửa này cũng bao gồm hiện đại hóa máy móc sân khấu và các cơ sở điện, đồng thời khôi phục và bảo tồn các đường nét, cũng như củng cố cấu trúc và nền tảng của tòa nhà. Dự án trùng tu này đã được hoàn thành vào năm 2007.

## Ảnh hưởng
Nhà hát Garnier đã tạo cảm hứng cho nhiều công trình khác được xây dựng trong vòng ba mươi năm sau đó:
- Salle Favart của Opéra-Comique, được khánh thành vào năm 1898, giống như một phiên bản Garnier được thu nhỏ để phù hợp với địa điểm hạn hẹp.[49]
- Nhà hát lớn Hà Nội tại Việt Nam được xây dựng trong thời kỳ thuộc địa Đông Dương cũng được dựa trên nhà hát Garnier. Đây được coi là một di tích kiến trúc thuộc địa điển hình của Pháp ở Đông Dương.[50]
- Một số công trình ở Ba Lan được dựa trên thiết kế của Palais Garnier, trong đó có cả nhà hát Juliusz Słowacki ở Kraków, được xây dựng trong năm 1893.[51] và tòa nhà cho dàn nhạc Giao hưởng Ba Lan, được xây dựng từ năm 1900 đến 1901.[52]
- Tòa nhà Thomas Jefferson của Thư viện Quốc hội ở Washington, D.C. được mô phỏng theo Palais Garnier, đáng chú ý nhất là mặt tiền và Đại sảnh.[53]
- Nhà hát Dramro Municipal do Rio de Janeiro (1909) cũng được mô phỏng theo Palais Garnier, đặc biệt là Đại sảnh và cầu thang.[54]
- Nhà hát Amazon ở Manaus (Brazil) được xây dựng từ năm 1884 đến 1896. Tổng quan kiến trúc rất giống nhau, mặc dù cách trang trí đơn giản hơn.[55]
- Khách sạn Legends Chennai ở Ấn Độ được lấy cảm hứng từ Palais Garnier, đặc biệt là mặt tiền và các bức tượng.[56]

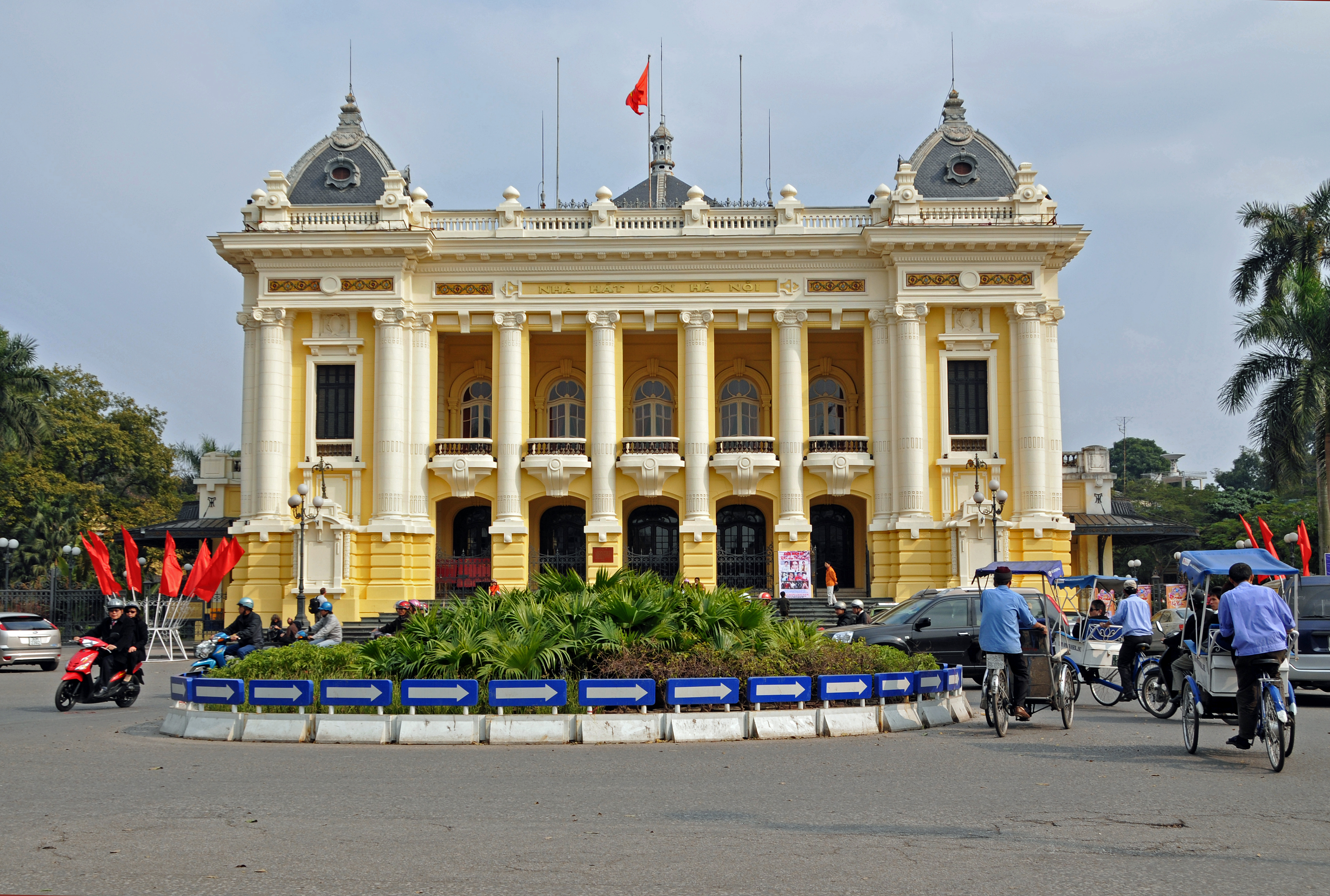
Nhà hát lớn Hà Nội
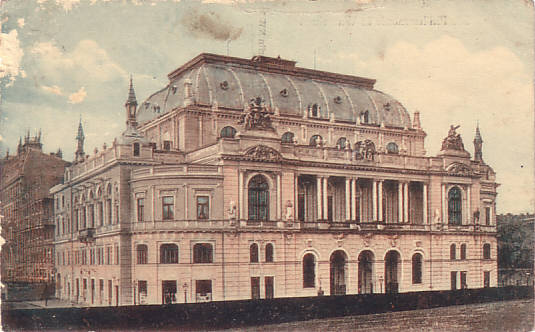
Nhà hát cho dàn nhạc Giao hưởng Ba Lan (trước khi xây lại)
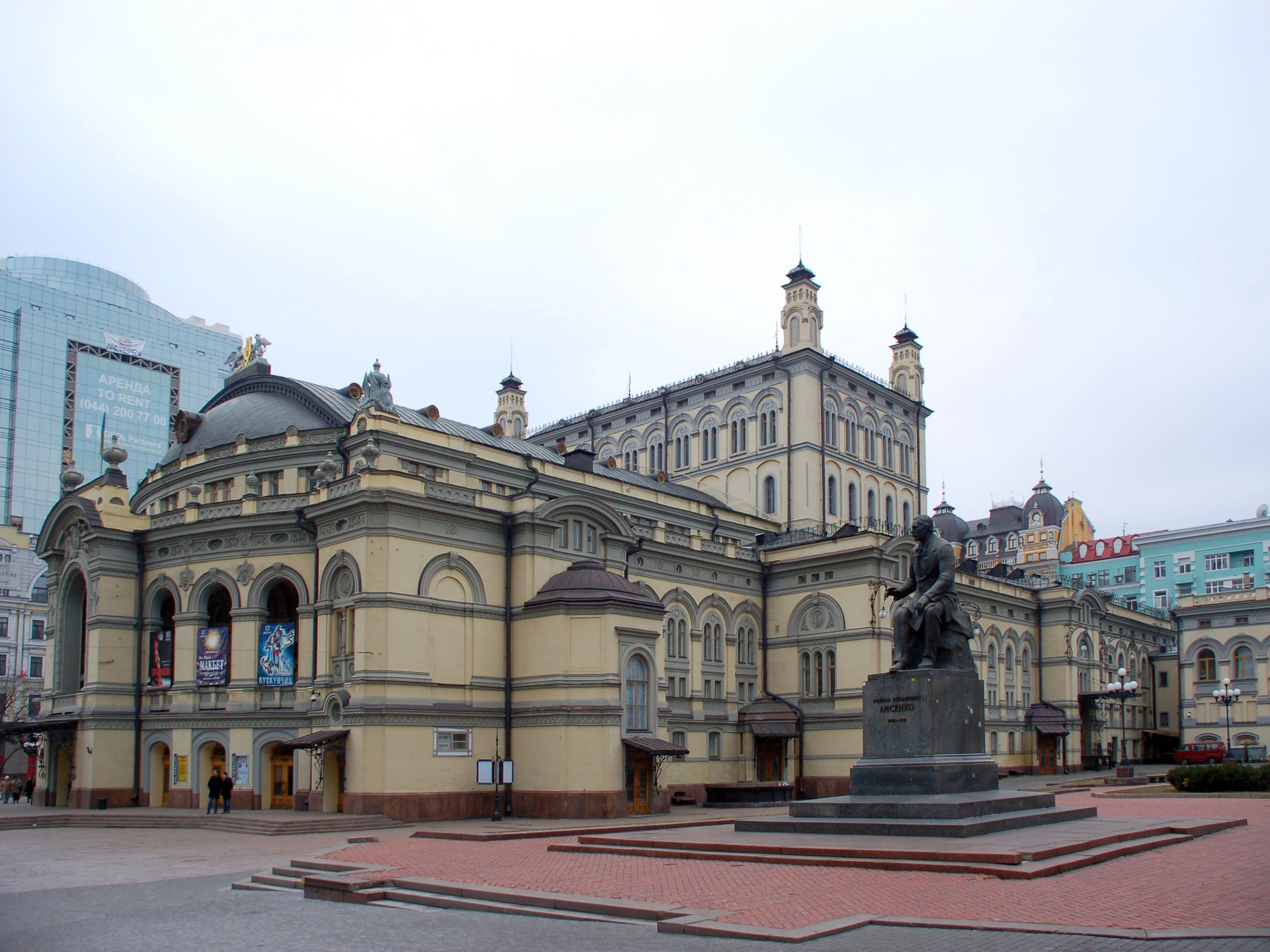
Nhà hát Quốc gia Ukraine
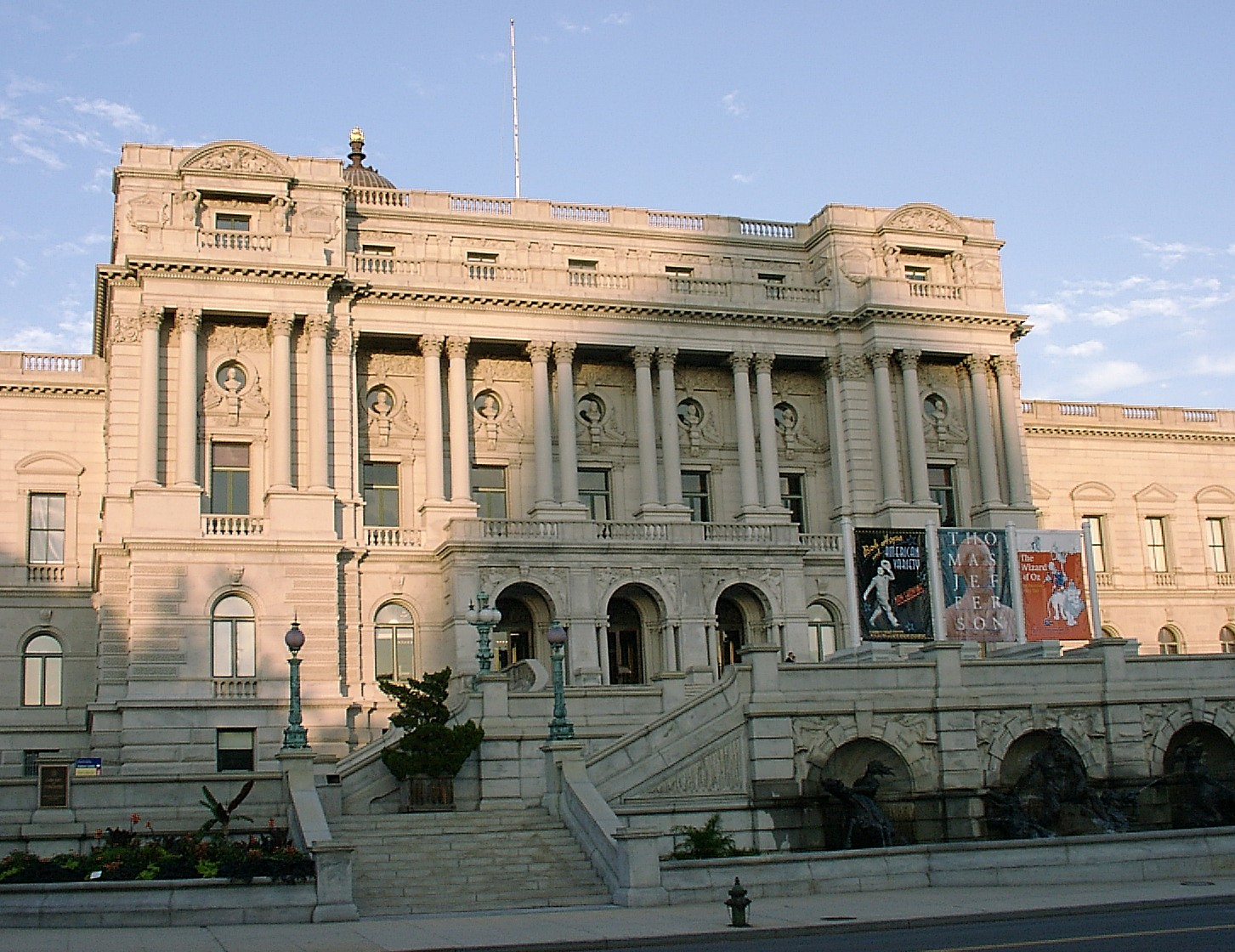
Tòa nhà Thomas Jefferson ở Thư viện Quốc hội
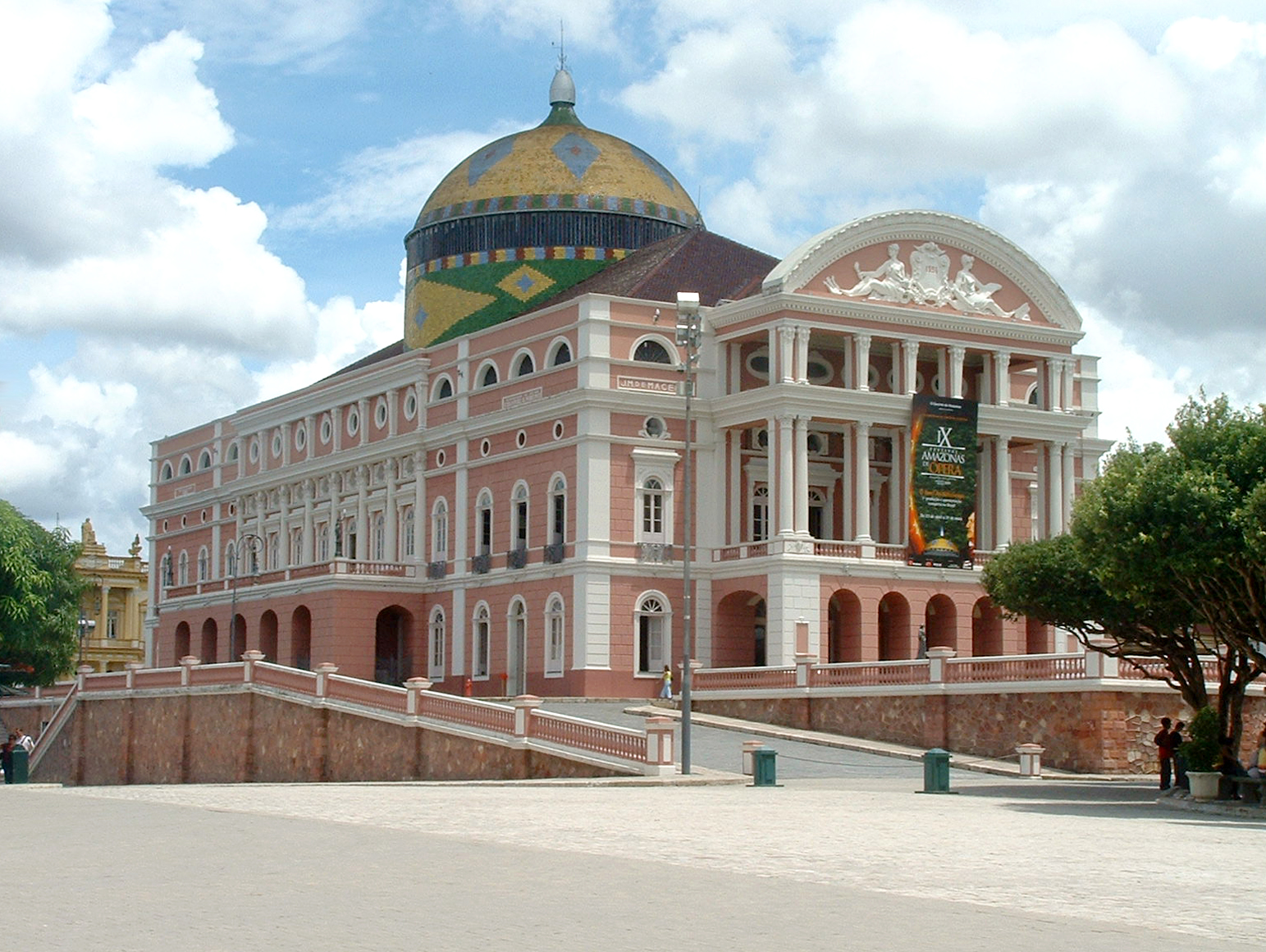
Nhà hát Amazona ở Manaus, Brazil
Nhà hát thành phố São Paulo